# Harta (województwo podkarpackie)
Harta – wieś w Polsce, położona w województwie podkarpackim, w powiecie rzeszowskim, w gminie Dynów.
Jest miejscowością typu ulicowego, umiejscowioną na Pogórzu Dynowskim, w dolinie potoku o tej samej nazwie oraz na otaczających go wzgórzach.
Harta to wieś szlachecka, która została ulokowana na prawie niemieckim na przełomie XIV i XV wieku. Pierwsza pisemna wzmianka o niej pochodzi z 1429 roku. Podczas swojej historii pozostawała w posiadaniu rodów Kmitów, Denowskich, Tarnowskich, Wapowskich, Ogińskich oraz Skrzyńskich. Jako jeden z dużych ośrodków ruchu chłopskiego w XX wieku, Harta była miejscem jednej z wielkich demonstracji podczas strajków chłopskich w 1937 roku.
Historycznie była powiązana z ziemią sanocką, powiatem brzozowskim i województwem przemyskim. W połowie XX wieku stanowiła oddzielną gromadę; w latach 1934–1954 i od 1973 roku podlegała bezpośrednio lokalnej administracji Dynowa.
Harta jest jedną z największych wsi na terenie zarówno najbliższej okolicy, jak i całego województwa podkarpackiego. W 2022 roku zamieszkiwało ją 2045 osób. Jest wsią typowo rolniczą; ostatni duży zakład przemysłowy, lokalna mleczarnia, upadła w latach 90. XX wieku.
W Harcie funkcjonuje parafia rzymskokatolicka pw. św. Mikołaja, obejmująca dwa kościoły – parafialny pod tym samym wezwaniem oraz filialny pw. Matki Bożej Różańcowej. Ośrodkiem edukacyjnym jest Szkoła Podstawowa im. Bohaterów Walk Chłopskich, powstała w latach 60. jako pomnik tysiąclecia państwa polskiego.
Do działających we wsi stowarzyszeń społecznych i kulturalnych należą: Ochotnicza Straż Pożarna, działająca przy niej orkiestra dęta oraz klub Honorowych Dawców Krwi, kapela ludowa „Młoda Harta”, koło łowieckie „Sarenka”, piłkarski klub sportowy „Orzeł Harta” oraz Towarzystwo Kultury i Rozwoju Wsi Harta. W miejscowości kultywowane są również tradycje prywatnego gorzelnictwa.

## Położenie
Pod względem geograficznym, teren wsi znajduje się w karpackiej części dorzecza Sanu, we wschodniej części Pogórza Dynowskiego. Rozciąga się między 49°50′ a 49°53′ szerokości geograficznej północnej oraz 22°10′ a 22°15′ długości geograficznej wschodniej.
Obręb ewidencyjny wsi, stanowiący również granice sołectwa Harta, graniczy na północy i północnym wschodzie z Dylągówką i Szklarami w gminie Hyżne, na zachodzie z Piątkową i Futomą w gminie Błażowa, na wschodzie z Bachórzem, a na południu z Ulanicą i miastem Dynów.
W systemie identyfikatorów i nazw miejscowości (SIMC) Harta ma identyfikator 0601484.

### Części wsi
Obszar Harty dzieli się na trzy główne części: wywodzące się z początków jej lokacji z czasów średniowiecznych Hartę Dolną i Hartę Górną oraz stanowiący w przeszłości osobną miejscowość Lipnik. Ogólnopolski system TERYT wyróżnia na terenie wsi 18 części, wymienionych w tabeli poniżej; oprócz tego, z historii i tradycji wywodzą się nazwy kolejnych kilkunastu przysiółków, m.in.: Bajorka, Boginki, Czerwonka, Czerwonki, Góry, Hałasówka, Jawornik, Krzywda, Księży Las, Leszczyna, Limarzyska, Niziny, Olszyny, Paproć, Pieczarki, Piekło, Poręby, Przydatki, Szmuliska i Zalesie.
| Integralne części wsi                              | Integralne części wsi | Integralne części wsi | Integralne części wsi |
| -------------------------------------------------- | --------------------- | --------------------- | --------------------- |
| Układ przestrzenny zabudowy oraz części wsi Harta. |                       |                       |                       |
| SIMC                                               | Nazwa                 | Rodzaj                |                       |
| 0601490                                            | Berlin                | część wsi             |                       |
| 0601509                                            | Budy                  | część wsi             |                       |
| 0601515                                            | Ciepła Połać          | część wsi             |                       |
| 0601521                                            | Górka                 | część wsi             |                       |
| 0601538                                            | Grzybownia            | część wsi             |                       |
| 0601544                                            | Harta Dolna           | część wsi             |                       |
| 0601550                                            | Harta Górna           | część wsi             |                       |
| 0601567                                            | Koszary               | część wsi             |                       |
| 0601573                                            | Krzywda               | część wsi             |                       |
| 0601580                                            | Lipnik                | część wsi             |                       |
| 0601596                                            | Luzbarg               | część wsi             |                       |
| 1000781                                            | Mątewki               | część wsi             |                       |
| 0601604                                            | Miasteczko            | część wsi             |                       |
| 0601610                                            | Osiki                 | część wsi             |                       |
| 0601627                                            | Pasieka               | część wsi             |                       |
| 0601633                                            | Pustki                | część wsi             |                       |
| 1000812                                            | Śliwy                 | część wsi             |                       |
| 0601640                                            | Wysoka                | część wsi             |                       |

## Środowisko naturalne
| Typ pokrycia terenu     | Pow. (ha) | %     |
| ----------------------- | --------- | ----- |
| grunty rolne            | 1431,39   | 55,8% |
| grunty orne             | 1120,92   | 78,3% |
| łąki                    | 141,24    | 9,9%  |
| pastwiska               | 169,23    | 11,8% |
| lasy i tereny leśne     | 900,53    | 35,1% |
| tereny zabudowane       | 106,40    | 4,1%  |
| tereny komunikacyjne    | 111,45    | 4,3%  |
| grunty pod wodami       | 14,78     | 0,6%  |
| nieużytki i inne tereny | 1,60      | 0,1%  |
| Suma                    | 2566,14   | 100%  |

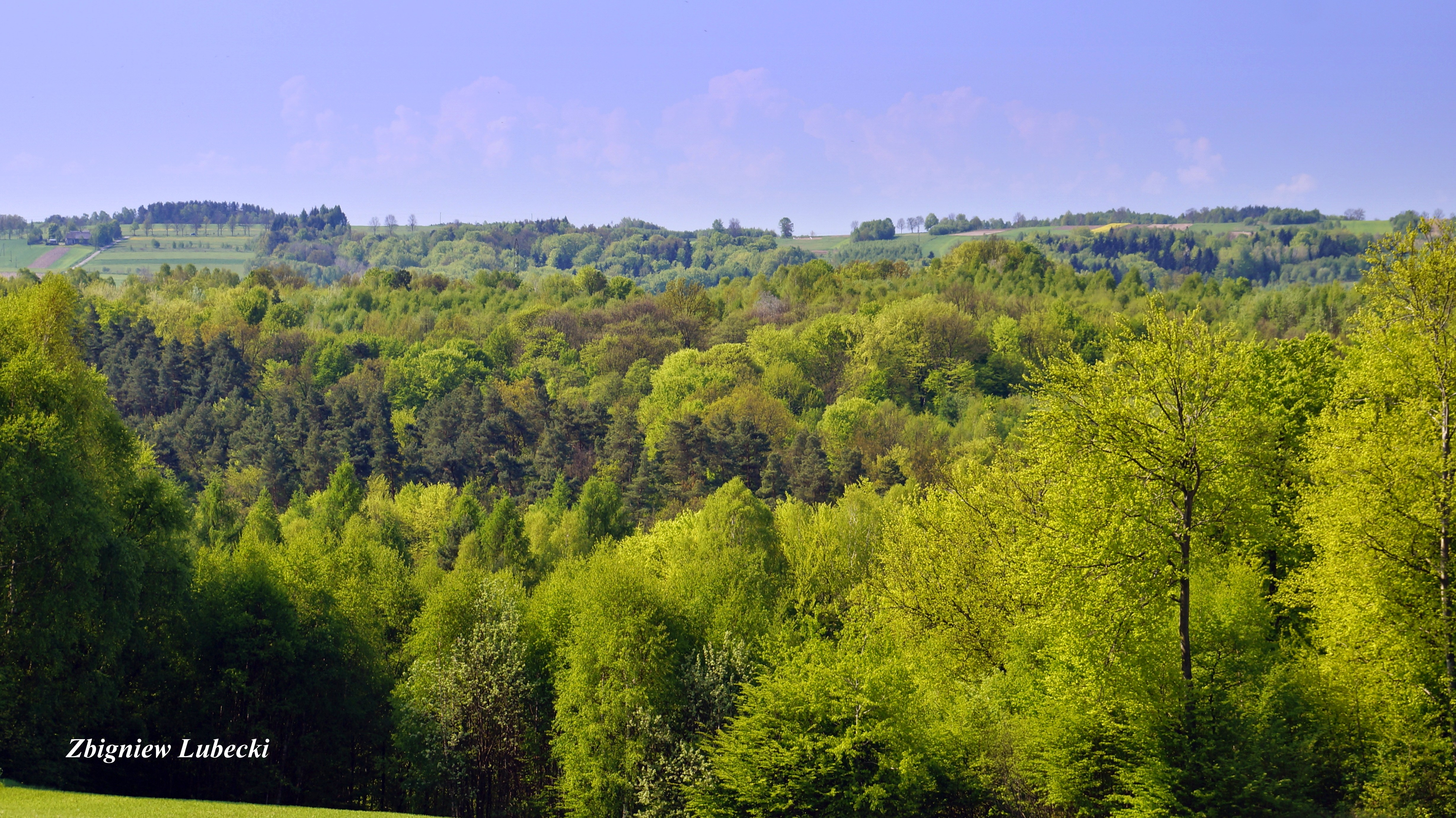
Las Ulanki, oddzielający Hartę od Ulanicy

Harta jest położona w dolinie potoku o tej samej nazwie, stanowiącego lewy dopływ Sanu o długości 11,1 km. Po obu stronach rzeki rozciągają się z północnego zachodu na południowy wschód pasma wzgórz porośnięte lasami, oddzielające wieś od miejscowości ościennych. Najniższy punkt wsi umiejscowiony jest na wysokości 242 m n.p.m. Większość zabudowań wsi położonych jest na wysokości 250–300 m n.p.m., zaś wzgórza osiągają wysokości do ok. 390 m n.p.m. w południowym paśmie (z jednym ze szczytów, Górą Wysoką o wys. 364 m n.p.m.) oraz do ok. 410 m n.p.m. w paśmie północnym. Najwyższym szczytem pasma północnego oraz całej wsi jest Czabajka o wysokości 416 m n.p.m.
Północne kompleksy leśne, oddzielające wieś od Dylągówki noszą nazwy Czarny Las oraz Księży Las, zaś od Ulanicy na południu Hartę oddziela las Ulanki. Czarny Las jest administrowany przez leśnictwo Szklary w ramach Nadleśnictwa Kańczuga, które ogólnie zarządza w Harcie obszarem leśnym o powierzchni 410 ha. Harckie lasy są częścią dzielnicy Pogórze Karpackie w Krainie Karpackiej.
Obszar Harty wchodzi w skład dwóch obszarów chronionych:
- Przemysko-Dynowski Obszar Chronionego Krajobrazu, stanowiący otulinę Parku Krajobrazowego Pogórza Przemyskiego[21],
- Obszar Natura 2000 Pogórze Przemyskie[22].

Pokrycie terenu wsi w 2023 roku stanowiły w największym stopniu grunty rolne (łącznie 55,8% obrębu ewidencyjnego), w których można było wyróżnić uprawy na gruntach ornych (78,3%), łąki (9,9%) oraz pastwiska (11,8%). Lasy, grunty zadrzewione i zakrzewione stanowiły 35,1% powierzchni (przeciętne zalesienie w ujęciu gminnym i wysokie w ujęciu powiatowym). Łącznie na tereny zabudowane oraz komunikacyjne przypadało 8,4% powierzchni obrębu.
W Harcie nie występują większe zbiorniki wodne poza tzw. „stawem u Domina”, położonym przy jej południowej granicy i obejmującym powierzchnię 2,2 ha. W przeszłości, do przełomu lat 60. i 70. XX wieku na terenie otwartego w 2014 roku stadionu piłkarskiego był staw. Niewielki zbiornik wodny był na terenie zabudowań dworskich.

### Fauna i flora

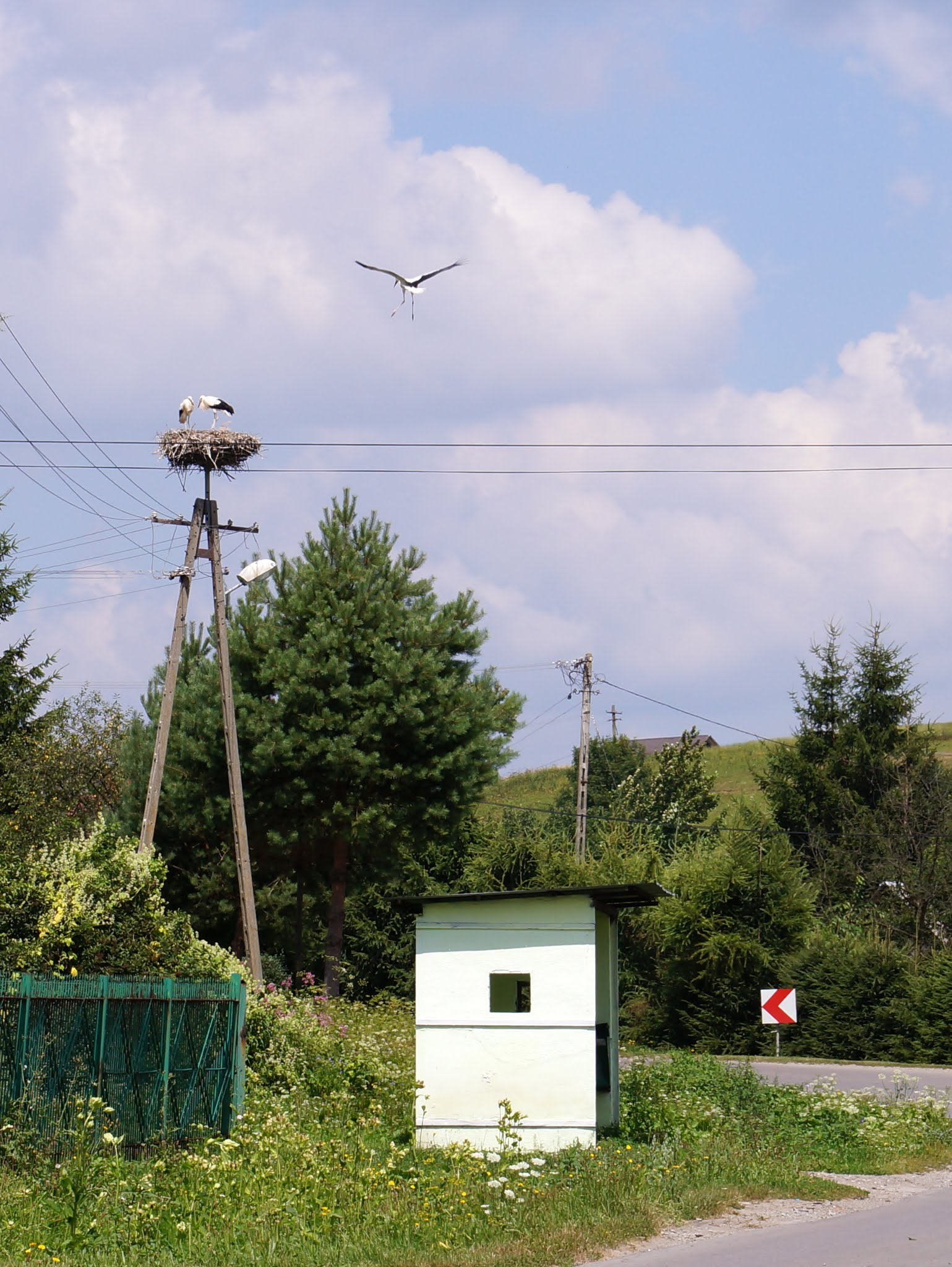
Bocian biały lądujący w jednym ze stałych gniazd na terenie Harty

Obszary leśne na terenie Harty stanowią w przeważającej części las wyżynny świeży, z małymi obszarami lasu wyżynnego łęgowego. Najpowszechniej na jego obszarach występuje jodła pospolita, sosna zwyczajna oraz buk pospolity; są w nim również okazy dębów, grabów, jesiona, klona jawora, modrzewia oraz olszy. Podszyt lasów reprezentują krzewy, jak bez czarny i koralowy, kruszyna, leszczyna i tarnina. W runie leśnym rosną m.in. malina, jeżyny, szczawik zajęczy, dąbrówka rozłogowa i majeranek dwulistny. W Harcie nie ustanowiono żadnych pomników przyrody.
Do zwierząt, występujących w lasach Harty należą: lisy, sarny, kuny leśne i domowe, tchórze, łasice, borsuki, zające, popielice, koszatki i wiewiórki, a w największych obszarach również jelenie i dziki. Ptaki reprezentowane są m.in. przez jastrzębie, sowy, bażanty, bociany, kuropatwy i przepiórki.

### Warunki klimatyczne
Pogórze Dynowskie oraz położona na jego terenie Harta ma wyraźnie łagodniejszy klimat od położonych na południe od niego pasm Beskidu Niskiego oraz Bieszczadów. Zalicza się on do piętra klimatu podgórskiego, umiarkowanie ciepłego, o cechach kontynentalnych.
Średnia roczna temperatura powietrza na obszarze Harty w latach 1991–2020 wynosiła ok. +8,5 °C. W styczniu średnia temperatura wynosiła −2 °C, zaś w lipcu od +18,5 do +19,0 °C. Ekstrema temperaturowe w tym okresie kształtowały się na poziomie od +30 do +31 °C w lipcu i od −15 do −16 °C w styczniu.
Okres wegetacyjny trwał średnio 225–230 dni. Średnie roczne usłonecznienie wynosiło od 1700 do 1750 godzin.
Przeciętna roczna ilość opadów wynosiła od 700 do 750 mm. Pokrywa śnieżna zalegała średnio ok. 70 dni, jednak zaobserwowano w tym przypadku duże wahania, od około 20 dni w sezonie 2019/2020 do ponad 130 dni w sezonie 1995/1996. Burze występowały średnio w 33–35 dniach w roku.
W okresie letnim w okolicy przeważają wiatry południowo-zachodnie i zachodnie, zaś na jesieni i w zimie – południowo-wschodnie i wschodnie. Częste są tutaj wiatry fenowe, wiejące z południa i osiągające duże prędkości. Na klimat ma również wpływ przepływająca na południe od Harty rzeka San.

## Toponimia

Herb wsi Harta

Istnieją dwie teorie co do pochodzenia nazwy Harty, które wskazują na jej niemiecki rodowód. Niemieckich było wielu spośród pierwszych osadników wsi, na co dowodem było brzmienie ich imion i nazwisk, wyszczególnionych w dokumencie z 1453 roku. W XV wieku Harta była jedyną wsią w okręgu dynowskim oraz jedną z niewielu w ziemi sanockiej, w której większość stanowili mieszkańcy z niemieckimi nazwiskami.
Pierwsza teoria o początkach nazwy Harty interpretuje ją jako pochodzącą od słowa „Hart” w języku średnio-górno-niemieckim, oznaczającego „ziemię twardą, trudną do uprawy, wymagającą dużego nakładu sił i pracy”.
Druga teoria opiera się na znaczeniu słowa „Hart” w języku staro-górno-niemieckim jako „lesistego pasma wzgórz”. Teoria ta dodatkowo wskazuje na fakt zasiedlania tych terenów przez potomków osadników saskich z obszarów Śląska lub Moraw.

### Herb
Pomimo braku prawnej możliwości posiadania przez społeczność niebędącą jednostką samorządu terytorialnego oficjalnych symboli, Harta od obchodów 580-lecia pierwszej pisanej wzmianki o wsi w 2009 roku ma herb. Symbol został zaprojektowany z inicjatywy Towarzystwa Rozwoju i Kultury Wsi Harta przez Weronikę Helwin i Wiesława Walata. Wzorowany jest na herbie Zaremba, należącym do rodu Skrzyńskich. Byli oni ostatnimi właścicielami wsi i mieli ją w posiadaniu od połowy XVIII wieku do okresu dwudziestolecia międzywojennego.
Herb Harty to: „na tarczy dwudzielnej, dzielonej w pas, lew czarny, ale go tylko połowa, język u niego wywieszony czerwony, łapy przednie u niego widać, tak że lewa trochę do góry wzniesiona nad prawą, ogon też zadarty ku górze, wyskakuje z czerwonego dolnego pola”. Czerwona barwa użyta w herbie ma symbolizować odwagę i waleczność.
Wizerunek herbu jest wykorzystywany w materiałach i wydawnictwach dotyczących wsi oraz przez organizacje społeczne i kulturalne; oparty jest na nim również logotyp miejscowej Ochotniczej Straży Pożarnej, prezentowany m.in. na strażackim sztandarze oraz na elewacji zewnętrznej Domu Strażaka.

## Historia

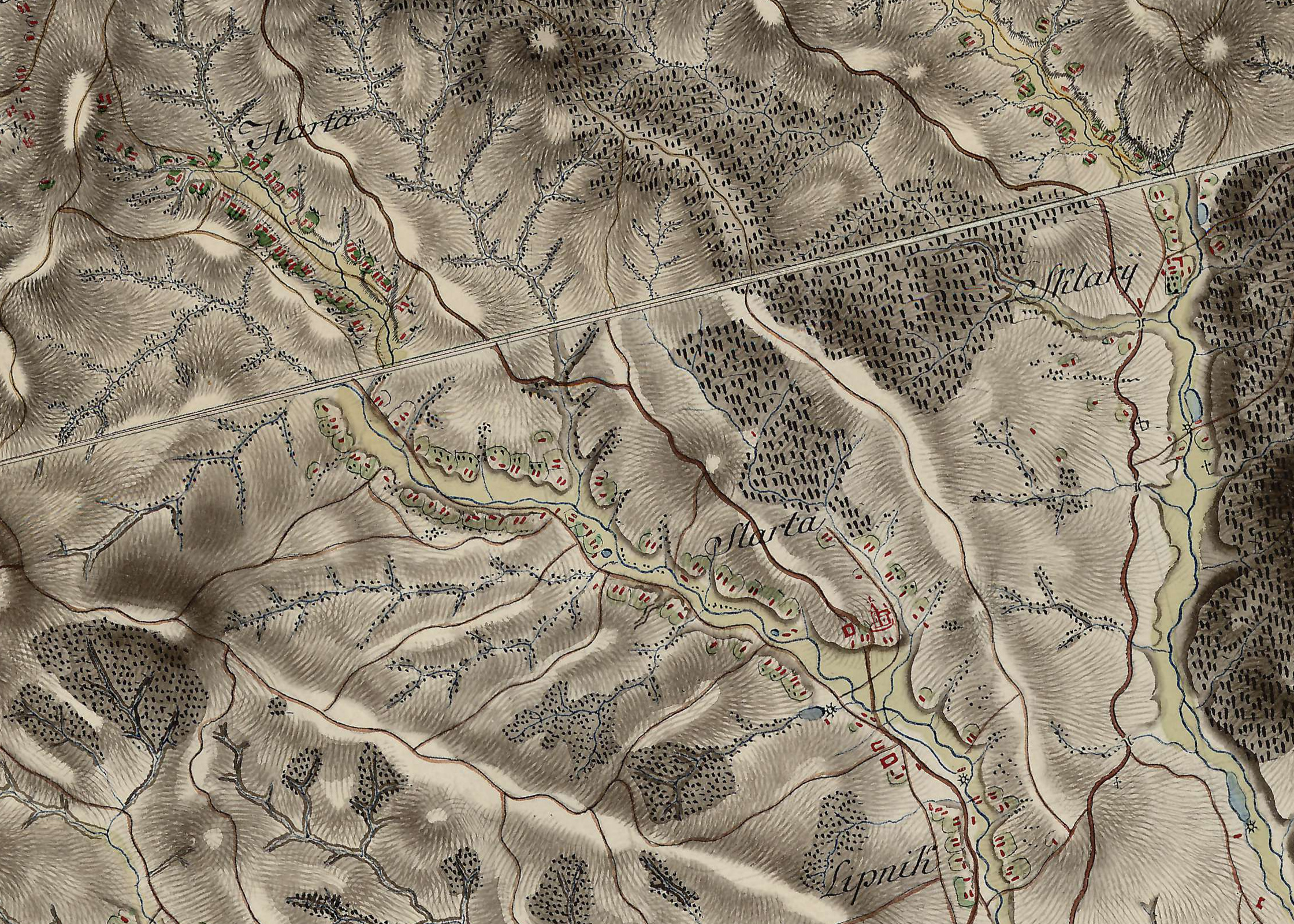
Wycinek topograficznej mapy józefińskiej Królestwa Galicji i Lodomerii z lat 1779–1783, przedstawiający zabudowania Harty

### Pierwsze lata wsi
Tereny, na których położona jest Harta, były zamieszkiwane już w czasach prehistorycznych. Dowody na osadnictwo w okresie neolitu znaleziono podczas badań archeologicznych w latach 70. XX wieku w dolinie Sanu. W pobliżu rzeki Harta, na wysokości oddanego do użytku kilkadziesiąt lat później stadionu piłkarskiego, odnaleziono wówczas odłupek krzemienny oraz fragment naczynia prehistorycznego. Podczas kontynuowanych badań, w Harcie Dolnej znaleziono również kamienny toporek, będący śladem na tych obszarach kultury ceramiki sznurowej.
Podczas tych samych badań, znaleziono również dowody na przebywanie w Harcie Dolnej ludności w okresie cywilizacji rzymskiej, pod której wpływem wykształciła się kultura przeworska. W trzech różnych miejscach (na zachód od opisywanego wcześniej stanowiska oraz w dwóch miejscach w przysiółku Pustki) odnaleziono kilkadziesiąt odłamków naczyń z tych czasów, m.in. ceramikę siwą, co wskazuje na osadnictwo na terenie Harty przynajmniej od XII–V wieku p.n.e. aż do IV wieku n.e.
Osadnictwo, którego wynikiem było powstanie wsi Harta, nastąpiło najprawdopodobniej w czasach króla Kazimierza Wielkiego, podobnie jak wielu innych miejscowości na tych terenach. Pierwszym jej właścicielem był Piotr Kmita herbu Szreniawa, któremu te ziemie wraz z już istniejącymi Dubieckiem, Iskanią, Stupnicą i Ruszelczycami nadał król Władysław II Jagiełło w 1389 roku. Piotr zmarł w 1409 roku, a dobra po nim przejął syn Piotr, zwany Lunakiem. Centrum regionu stanowiła wówczas wieś Bachórz; od początku XV wieku i swojej lokacji miejskiej, funkcje administracyjne przejęło miasto Dynów.
Według podań ludowych, ówczesna Harta Dolna (Antiqua) została założona w latach 1410–1412 przez jeńców wojennych z bitwy pod Grunwaldem pod wodzą szlachcica Strzałkowskiego; Harta Górna (Nova) zaś zaczęła się lokować w latach 1440–1445 poprzez osadników z Harty Dolnej i okolic, jak i również Tatarów, których zabrał do niewoli pod Lwowem mąż ówczesnej właścicielki Harty, Małgorzaty. Według tradycji, centrum wsi znajdowało się w okolicach współczesnego kościoła; dowodów na prawdziwość tej tezy dostarczają badania archeologiczne.
Wieś ulokowano na prawie niemieckim, nie zachował się jednakże dokument lokacyjny. Pierwsza pisemna wzmianka na temat Harty pochodzi z 1 stycznia 1429 roku, kiedy to jej sołtys Wienczko („Wienczkone sculteto de Harta”) został wymieniony jako jeden ze świadków lokacji położonej w niedalekiej odległości Kąkolówki. W tym samym roku czynsz kmiecy ze wsi został zastawiony za długi przez Piotra Kmitę szlachcicowi Piotrowi Smolickiemu, późniejszemu kasztelanowi sanockiemu. Rok 1429 jest współcześnie uznawany za umowną datę założenia wsi i jej jubileusze są obchodzone właśnie w jego rocznicę.
Przedstawiciele Harty byli obecni również przy innych wydarzeniach – sam sołtys Wienczko był również świadkiem przywileju dla kościoła w Błażowej w 1432 roku, a sołtys Nicolao – świadkiem nadania przywileju Futomie w 1439 roku. Z Harty pochodził również Andrzej, syn Jerzego, który w 1491 roku zapisał się do Akademii Krakowskiej, a później najprawdopodobniej otrzymał w 1509 roku tytuł szlachecki oraz herb Pilawa.
Właścicielem wsi po śmierci Piotra Lunaka w 1430 roku został jego syn Jan, zwany Tępym (lub Janem z Bachórza), a po jego śmierci w 1434 roku wdowa po nim, Barbara. Ona z kolei przekazała ją swoim dzieciom, a do osiągnięcia przez nie pełnoletniości, zarząd nad dobrami miał sprawować kasztelan przemyski, Mikołaj Kmita. Dzieci Barbary zmarły w 1436 roku, a wieś i okoliczne dobra przeszły na siostrę Jana – Małgorzatę, która oskarżyła Mikołaja Kmitę o ich zagarnięcie dla siebie. Objęła nad nimi władzę dopiero po pięcioletnim sporze sądowym, który rozstrzygnął się na jej korzyść w 1441 roku.
Małgorzata wyszła za mąż za Jana Goligyana ze Strzałkowa i urodziła syna, Stanisława Denowskiego (od dóbr ojca zwanego również Stanisławem Strzałkowskim, a po ojczymie tytułującego się herbem Wieniawa). Po śmierci Jana Małgorzata wyszła za mąż ponownie, tym razem za Przedpełka Mościca z Wielkiego Koźmina.
Podczas panowania Małgorzaty, w 1460 roku, założona została parafia Harta. Szczegóły na ten temat nie są znane, gdyż oryginalny dokument zaginął podczas wojen szwedzkich w XVI i XVII wieku. Aktu erygowania mógł dokonać biskup przemyski Mikołaj z Błażejowa, piastujący to stanowisko w latach 1452–1474. Również w 1460 roku, właścicielka wsi wraz z synem ufundowali pierwszy drewniany kościół pod wezwaniem św. Mikołaja. Małgorzata zmarła w 1464 roku; po niej tereny objął w posiadanie Stanisław Denowski, który zginął podczas wyprawy wojennej na Śląsk w 1475 roku.
Po Stanisławie właścicielem wsi został jego syn Jan Denowski, podkomorzy sanocki. Miał on żonę – Jadwigę Zarembiankę z Kalinowej; nie doczekał się jednak z nią potomstwa i zmarł bezdzietnie w 1493 roku. Wieś przeszła w posiadanie rodu Rzeszowskich, a mianowicie Piotra i Mikołaja herbu Doliwa, którzy byli braciami ciotecznymi Jana. W 1496 roku Harta i okoliczne dobra zostały sprzedane Janowi Amorowi Tarnowskiemu, który przekazał je swojemu synowi, Janowi Amorowi młodszemu.
W 1503 roku Hartę i okolice dotknął pierwszy z niszczycielskich najazdów wojskowych. Tatarzy spalili wówczas Dynów (który po zniszczeniu został zwolniony z podatków przez króla Aleksandra Jagiellończyka) w odwecie za wyprawę Jana Olbrachta na Bukowinę.
Harta w owych czasach stanowiła dwie miejscowości: Hartę Antiqua (Starą, współcześnie Dolną) oraz Hartę Nova (Nową, współcześnie Górną); wzmianki o nich pojawiały się w źródłach przez cały XV wiek, a do integracji miejscowości w jedną całość doszło później. Trzecia spośród najważniejszych części Harty, Lipnik, została wspomniana po raz pierwszy dopiero w 1735 roku. Na przełomie XV i XVI wieku we wsi znajdował się młyn oraz karczma, a sama wieś oraz kmiecie ją zamieszkujący byli bardzo często zastawiani za długi.

### XVI–XVIII wiek

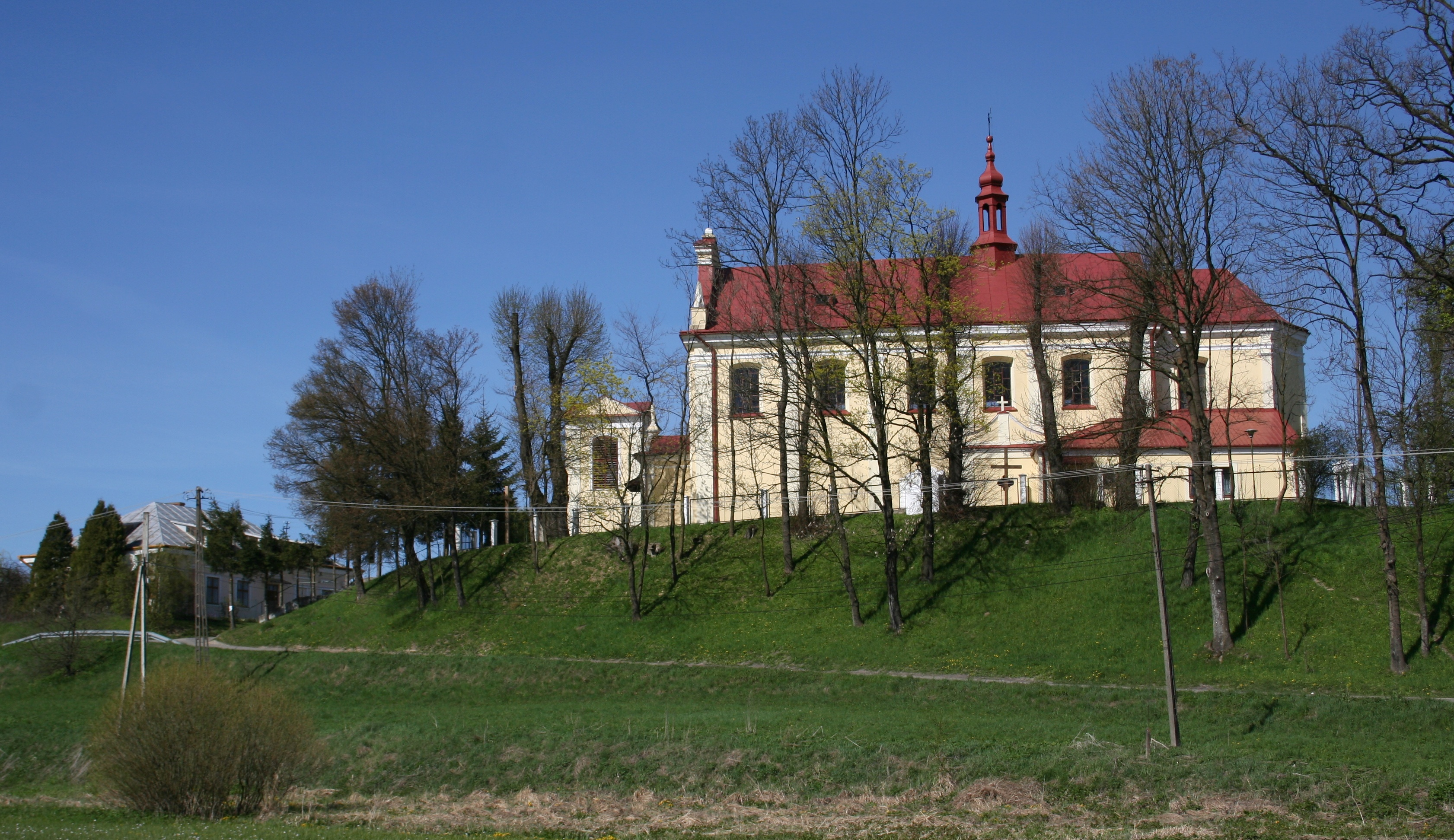
Kościół pw. św. Mikołaja oraz położona obok niego plebania

Po Tarnowskich, właścicielami Harty został ród Wapowskich, którego przedstawiciele – Piotr i Hieronim herbu Nieczuja kupili wieś w 1523 roku za 11 400 złotych. Po Piotrze wieś odziedziczył jego syn Andrzej, żonaty z Katarzyną Maciejewską herbu Ciołek. Po zabójstwie Andrzeja przez Samuela Zborowskiego w 1574 roku Hartę odziedziczyła wdowa po nim – Katarzyna oraz jej syn Jan Stanisław. On z kolei stał się samodzielnym właścicielem tych dóbr po jej śmierci w 1596 roku wraz ze swoją żoną, Katarzyną ze Strembergu, kasztelanką biecką.
W czasach Jana Stanisława, w 1624 roku wieś oraz cała okolica została zniszczona wskutek najazdu tatarskiego Kantymira Murzy, a wielu jej mieszkańców zostało wymordowanych lub uprowadzonych w jasyr. Większość z porwanej wówczas ludności powróciła do swoich ziem po klęsce Kantymira w bitwie pod Martynowem.
W 1632 roku wieś odziedziczyli synowie Jana Stanisława – Karol i Mikołaj Wapowski. Kilka lat później ukończono budowę nowego kościoła na miejscu zniszczonego starego. Nowy kościół został poświęcony przez biskupa Piotra Gembickiego herbu Nałęcz około 1640 roku (Gembicki był biskupem w latach 1636–1642).
Źródłem informacji na temat stanu wsi w połowie XVII wieku jest Rejestr poborowy ziemi sanockiej z 1640 roku. Według rejestru, w Harcie było wówczas pięć łanów ziemi uprawnej, co w przeliczeniu daje około 120 ha pól (w 2018 roku we wsi było ich ponad 1500 ha). W miejscowości znajdował się również młyn. W spisie wymieniono trzech zagrodników i sześciu komorników; opracowania szacują ówczesną całkowitą liczbę ludności Harty na 95 do 110.
W 1644 roku bracia Wapowscy podzielili się włościami; Mikołaj otrzymał Bachórz, który sprzedał Jerzemu Kazimierzowi Krasickiemu, zaś Karol przejął Dynów, Hartę, Lipnik, Wesołę, Łubno i Kazimierówkę i sprzedał je Marcinowi Konstantemu Krasickiemu. Ten z kolei przekazał Hartę synowi Jerzemu, mężowi Teofili Czartoryskiej, która odziedziczyła ją po śmierci męża w 1687 roku. Teofila wyszła ponownie za mąż za Grzegorza Antoniego Ogińskiego – hetmana wielkiego litewskiego. Kolejnymi właścicielkami z rodu były córka Teofili i Grzegorza Eufrozyna (właścicielka od 1709 roku, żona Piotra Paca) oraz po niej jej córka Elżbieta (żona Piotra Ożarowskiego).
Wieś w tych czasach wielokrotnie ulegała zniszczeniu; w 1655 roku dokonali tego Szwedzi podczas wojny polsko-szwedzkiej, a w 1657 roku Siedmiogrodzianie, którzy wówczas pod wodzą Jerzego II Rakoczego spalili część Dynowa oraz wiele okolicznych wsi. Na ogrom zniszczeń, jakim podległa okolica w tych czasach wskazuje nadany Dynowowi w 1691 roku przywilej, którego celem było „podniesienie miasta, które od węgierskiej wojny jest spustoszone”.
W 1702 roku okolica ucierpiała wskutek trzeciej wojny północnej oraz walk o koronę polską między Augustem II a Stanisławem Leszczyńskim. W listopadzie tego roku generał szwedzki Magnus Stenbock wysłał do Dynowa oddział wojsk, których zadaniem było schwytanie ówczesnego właściciela tych ziem – Grzegorza Ogińskiego – wspierającego Augusta II. Misja Szwedów zakończyła się niepowodzeniem i poprzestali oni na spustoszeniu Dynowszczyzny. Tereny te rabowała także druga strona tego konfliktu, a kilka lat później, po bitwie pod Połtawą, w okolicy pojawiły się wojska rosyjskie pod wodzą cara Piotra I, które również dokonywały grabieży. Najazdy wojskowe nie były jedyną klęską na tych obszarach; około 1711 roku, okolice Harty nawiedziły powodzie oraz plaga szarańczy.

### Rządy rodu Skrzyńskich w dobrach harckich

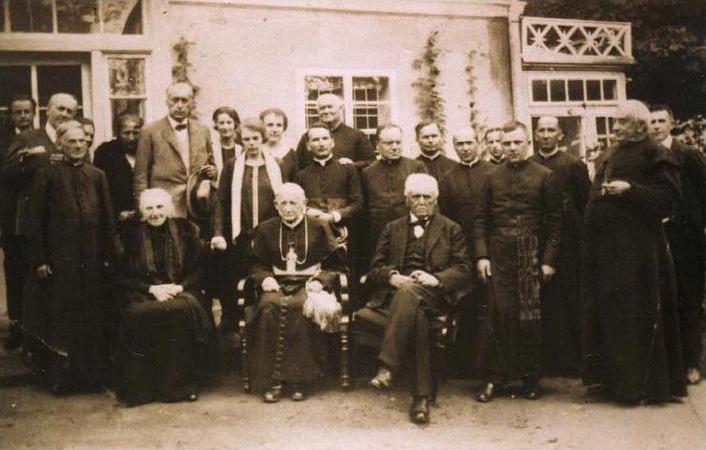
Rodzina Skrzyńskich w 1925 roku. Na zdjęciu siedzą: po prawej stronie długoletni właściciel dóbr Zdzisław Skrzyński, po lewej jego żona Celina, zaś za nią stoi jego brat Władysław.

W połowie XVIII wieku właścicielami Harty został ród Skrzyńskich ze Skrzynna na Mazowszu. Pierwszym z odnotowanych właścicieli z tego rodu był starosta dołżański Józef Skrzyński (1668–1763), który przeniósł się na te ziemie po zakupie ich (Harty, Lipnika, Laskówki i Kosztowej) od Anieli z Ogińskich, żony Feliksa Parysa i siostry Eufrozyny Ogińskiej.
Synem Józefa i kolejnym właścicielem tych ziem był Ignacy Skrzyński – również starosta dołżański. Ignacy zapisał się w historii wsi jako fundator nowego kościoła w Harcie Dolnej, wybudowanego w latach 1779–1804 w stylu renesansowo–barokowym.
Jego syn, Wincenty Skrzyński, był w posiadaniu Harty przynajmniej od 1810 roku. Wincenty zajmował się głównie obrotem pieniężnym, a pomimo swoich dużych ambicji i zabiegania o tytuł hrabiowski, przyczynił się do rozwoju gospodarczego swoich terenów: w Harcie posiadał wówczas hodowlę owiec (w 1824 roku we wsi było ogółem 1300 sztuk) oraz przędzalnię cienkorunną, zaś płody rolne z Bachórza były wysoko oceniane na wystawach produkcyjnych. Hodowli owiec towarzyszyły małe zakłady tkackie. Po śmierci Wincentego w styczniu 1850 roku jego majątek został podzielony pomiędzy wdowę po nim oraz jego pięciu synów, a część z dobrami w Harcie oraz Bartkówce otrzymał drugi z nich – Ignacy.
W 1846 roku w Harcie miały miejsce rozruchy chłopskie podczas rabacji galicyjskiej. Ich skala jednak była niewielka w porównaniu z pobliskim Bachórzem, gdzie doszło do zniszczenia dworu Skrzyńskich oraz śmierci kilku chłopów.
Przez XIX wiek, pod władzą Skrzyńskich, Harta szybko się rozwijała. W 1860 roku został uruchomiony młyn wodny, przed 1877 rokiem obok młyna rozpoczął działalność tartak, zaś do 1880 roku we wsi powstała gorzelnia, browar i myjalnia dla owiec. Funkcjonowanie młyna umożliwiał położony nieopodal staw, o zmiennej głębokości wody od 1,2 do 3 metrów. Przy niskim stanie wody młyn był w stanie wyprodukować w ciągu doby 2 korce mąki pytlowanej lub 4 korce razowej (odpowiednio ok. 250 lub 500 litrów), a przy wysokim – 6 korcy pytlowanej lub 10 razowej (750 i 1250 l). W tartaku dziennie można było obrobić do trzech tramów (belek).
Wieś rozwijała się również pod względem społecznym i kulturalnym. W 1863 roku ówczesny proboszcz parafii wybudował nową plebanię; w latach 80. XIX wieku do kościoła dobudowano dzwonnicę, a w 1889 roku sam kościół został powiększony i otoczony ogrodzeniem z kapliczkami. W 1875 roku uruchomiono jednoklasową szkołę ludową w Harcie Dolnej, zaś w 1899 roku – szkołę w Harcie Górnej, która w 1912 roku rozpoczęła działalność w nowym budynku.
Między 1869 a 1874 rokiem Ignacy przekazał majątek w Harcie oraz okolicznych wsiach swojemu synowi – Zdzisławowi, który w 1872 roku ożenił się z Celiną hr. Dunin-Borkowską herbu Łabędź. Zdzisław był właścicielem posiadłości w Harcie aż do swojej śmierci w 1927 roku, po nim zaś odziedziczyła je Celina wspólnie z bratem Zdzisława, ambasadorem Polski w Watykanie Władysławem. Celina zmarła siedem lat później, w 1934 roku; ostatnią właścicielką dóbr harckich była Maria Celina Kazimiera hr. Dunin-Borkowska herbu Łabędź – jej wnuczka.

### I wojna światowa

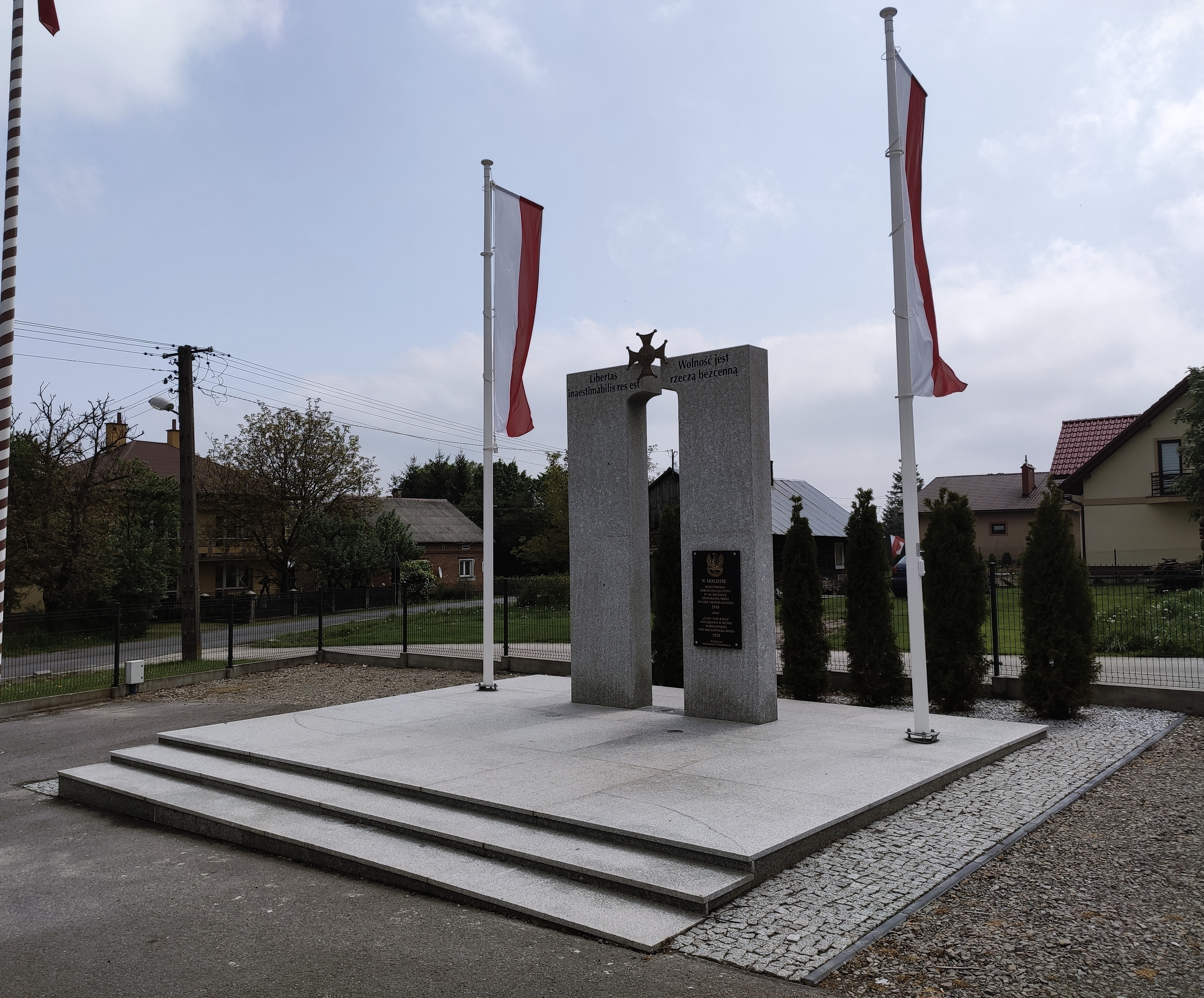
Pomnik upamiętniający odzyskanie przez Polskę niepodległości oraz walczących w Bitwie Warszawskiej

W 1914 roku wybuchła I wojna światowa. W sierpniu wojska austriackie przeprowadziły w okolicach Dynowa mobilizację, a we wrześniu rozpoczęły się rekwizycje na dużą skalę paszy i żywności, po czym nastąpiło wycofanie się do Twierdzy Przemyśl oraz aż za linię Dunajca. Pod koniec miesiąca na te tereny wkroczyły wojska rosyjskiej 3 Armii pod dowództwem generała Radko Dimitriewa, po czym przeprowadziły pierwszą, nieudaną próbę zdobycia Przemyśla na przełomie września i października. Przegrupowane oddziały wojsk austriackich ruszyły w stronę twierdzy; udało im się przerwać oblężenie w pierwszej dekadzie października. Podczas odsieczy, w okolicach Harty potyczki odbyły się m.in. 8 października 1914 roku na wzgórzach na wschód od wsi, gdzie Austriacy pokonali niewielki oddział wojsk rosyjskich. Już w kilka tygodni później 3 Armia ponownie przekroczyła San w kierunku zachodnim, a Rosjanie przystąpili w listopadzie do drugiego oblężenia Przemyśla.
Okupacja rosyjska terenów nie była bardzo uciążliwa dla zamieszkałej ludności, na ile pozwalała na to tocząca się wojna. Trzymana w ryzach surowymi karami za przewinienia regularna armia nie czyniła cywilom krzywdy, a rabunki mienia przez żołnierzy nie zdarzały się (w przeciwieństwie do oddziałów czerkieskich i kozackich, którzy dopuszczali się takich czynów). Polacy nadal mogli rządzić swoimi jednostkami administracyjnymi, a zarząd Rosjan wykazywał się wyjątkową tolerancją. Dbając o dobre imię swoje oraz armii, generał Dimitriew zezwolił jedynie na przeprowadzanie rekwizycji żywności i paszy oraz na kwaterunek na terenach wiejskich.
Przez cały przełom 1914 i 1915 roku Austriacy próbowali bezskutecznie odbić Dynowszczyznę. W marcu 1915 roku Przemyśl upadł podczas drugiego oblężenia, lecz cała okolica utrzymała się pod zarządem rosyjskim tylko do wiosny. 11 maja 1915 roku wojska rosyjskie wykonały odwrót przed nadchodzącą kontrofensywą wojsk państw centralnych, zaś następnego dnia do Dynowa i okolic wkroczyły wojska niemieckie pod wodzą generała Augusta von Mackensena. Rosyjski front uległ niemal całkowitemu załamaniu. W rękach austriackich Dynowszczyzna pozostała aż do końca wojny. 28 października 1918 roku władzę w Galicji przejęła Polska Komisja Likwidacyjna, a władze centralne objęły kontrolę nad tymi obszarami 7 marca 1919 roku.

### Dwudziestolecie międzywojenne

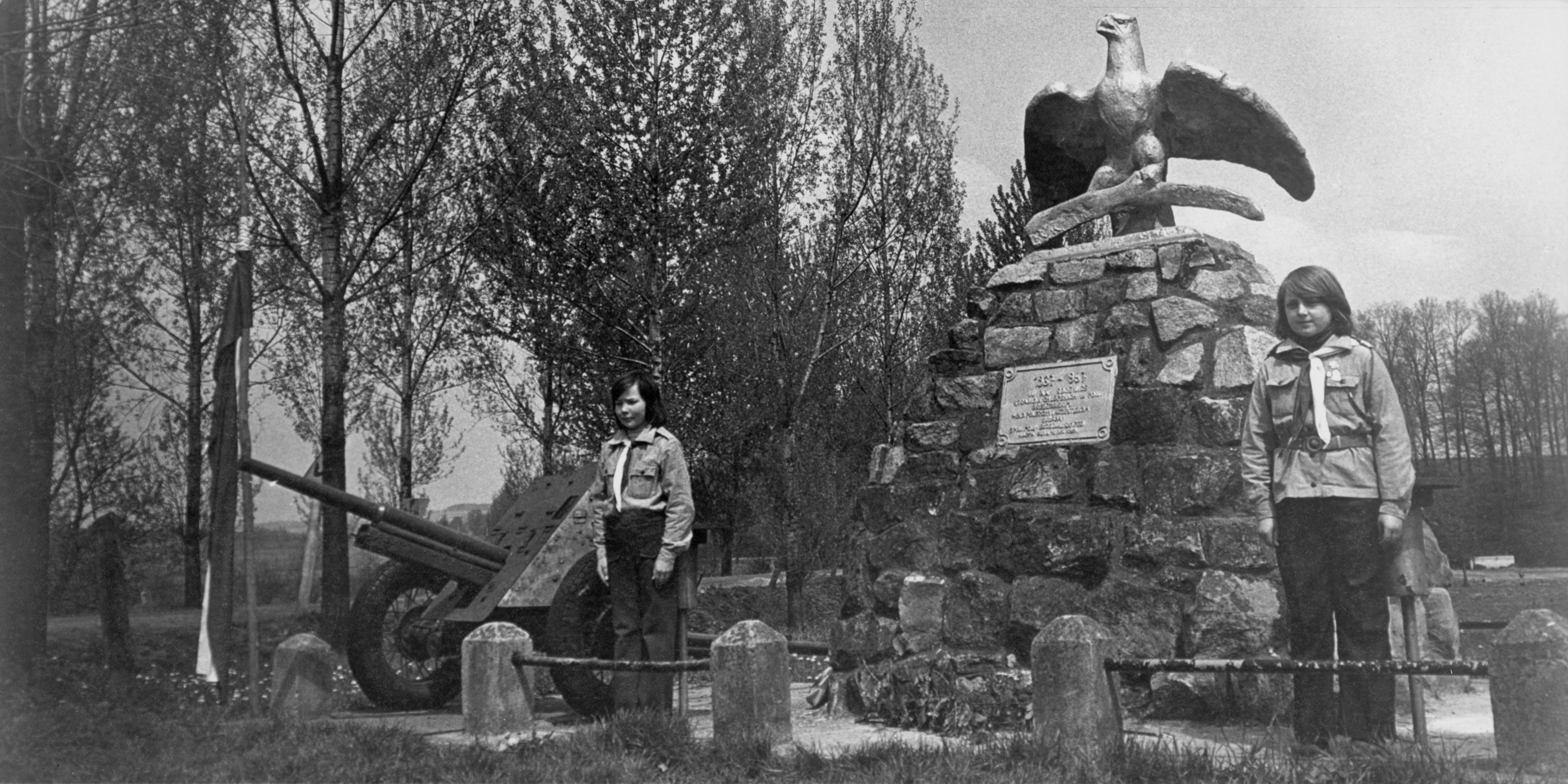
Pomnik upamiętniający uczestników strajków chłopskich w Harcie w 1937 roku w jego pierwotnym kształcie

Bezpośrednio przed wybuchem I wojny światowej oraz po jej zakończeniu przebiegał szybki rozwój organizacji społecznych w Harcie. Już podczas wizytacji biskupiej w 1907 roku we wsi istniał założony rok wcześniej związek katolicko-społeczny z kasą oszczędnościową Raiffeisena.
W Harcie rozwijał się również ruch spółdzielczy: w 1908 roku zawiązano Spółdzielnię Mleczarską „Pomoc”, a w 1938 roku otwarto we wsi sfinansowany ze składek udziałowców budynek mleczarni. Rolników skupiało również Kółko Rolnicze, prowadzące we wsi jeden ze sklepów. Kółko Rolnicze (które później przyjęło nazwę Spółdzielni Handlowców „Rolnik”) było od 1918 roku częścią Składnicy Kółek Rolniczych w Dynowie, które po II wojnie światowej przekształciło się w Gminną Spółdzielnię „Samopomoc Chłopska”. W 1929 roku, we wsi istniały: gorzelnia, Kasa Stefczyka, młyn, tartak, zakład wyrobu dachówek, zakład eksploatacji lasów, pięć sklepów z towarami różnymi oraz jeden zajmujący się wyszynkiem trunków.
Na rozwój społeczny duży wpływ miał Kościół katolicki. Katolickie Stowarzyszenie Młodzieży Męskiej powstało we wsi w 1925 roku i zrzeszało 47 członków. Pod koniec lat 30. XX wieku, w Harcie istniały również: Katolickie Stowarzyszenia Mężczyzn oraz Kobiet i Katolickie Stowarzyszenia Młodzieży Żeńskiej. Młodzież skupiała się również w Stowarzyszeniu Młodzieży „Wici”. W 1936 roku powstało koło Towarzystwa Szkoły Ludowej w Harcie Górnej, które zorganizowało bibliotekę stałą i ruchomą oraz czytelnię i świetlicę. Towarzystwo skupiało 87 członków i prowadziło działania oświatowe, między innymi Niedzielny Uniwersytet Wiejski i Powszechny. W zajęciach edukacyjnych Uniwersytetu (kursach ogólnokształcących, doszkalających i zawodowych) wzięło udział w 1937 roku 158 osób. Organizowano również przedstawienia teatralne.
Po uzyskaniu autonomii w II połowie XIX wieku, na obszarze Galicji zaczęło rozwijać się życie polityczne. Szczególnie mocną pozycją cieszyło się Stronnictwo Ludowe, zawiązane w 1895 roku. W latach 30. w Harcie powstały trzy osobne koła tej partii: Harta-Lipnik, Harta-Środek i Harta-Górna. Siłę i poparcie partii pokazało m.in. spotkanie opłatkowe w styczniu 1938 roku, w którym uczestniczyło 200 osób, również delegaci z koła powiatowego oraz kół w powiatach sąsiednich.
Poglądy polityczne mieszkańców Harty doskonale ilustrują również wyniki wyborów do Sejmu (Ustawodawczego w 1919 roku oraz Rzeczypospolitej Polskiej od 1922), w których ich największym poparciem cieszyły się ugrupowania ludowe i chłopskie, pomimo zachodzącej na przełomie XIX i XX wieku ostrej agitacji politycznej ze strony zarówno dziedzica Skrzyńskiego, jak i księży w harckim kościele.
W wyborach do Sejmu Ustawodawczego w 1919 roku w Harcie partia PSL „Piast” uzyskała 99,2% ważnych głosów przy frekwencji wśród osób uprawnionych na poziomie również 99,2%. Piast uzyskał w powiecie brzozowskim oraz okręgu dobre wyniki, lecz Harta wyróżniła się na tle obydwu. Harcanie stanowili jedynie 1,2% uprawnionych do głosowania w okręgu, lecz głosy oddane przez nich przedstawiały 2% wszystkich głosów, a w odniesieniu do partii Piast – 6,7% wszystkich oddanych na tę partię głosów w okręgu. Kolejne wybory – w 1922, 1928 oraz 1930 roku cechowały się niższą frekwencją, lecz również zdecydowanym zwycięstwem partii ludowych. W 1922 roku w Harcie zwyciężył PSL „Piast”, uzyskując 95,7% głosów. Sześć lat później zwycięstwo odniosło Stronnictwo Chłopskie z 95,4% głosów, a w 1930 roku sojusz partii opozycyjnych Centrolew z wynikiem 89,9%.
| Wybory | Liczba uprawnionych | Frekwencja (liczba głosów) | Zwycięska partia                   | % głosów (liczba głosów) | Źródło  |
| ------ | ------------------- | -------------------------- | ---------------------------------- | ------------------------ | ------- |
| 1919   | 1019                | 99,2% (1011)               | Polskie Stronnictwo Ludowe „Piast” | 99,2% (1003)             | [ 139 ] |
| 1922   | 1090                | 77,8% (848)                | Polskie Stronnictwo Ludowe „Piast” | 95,7% (810)              | [ 140 ] |
| 1928   | 1296                | 89,7% (1163)               | Stronnictwo Chłopskie              | 95,4% (1107)             | [ 141 ] |
| 1930   | 1297                | 81,6% (1058)               | Centrolew                          | 89,9% (951)              | [ 142 ] |

Po I wojnie światowej, wieś była przeludniona, istniał jednak deficyt mężczyzn i osób pracujących. Grunty rolne były bardzo rozdrobnione, a poziom życia był niski. Zarobki były minimalne: na przełomie XIX i XX wieku zarobki z gospodarstwa do 5 hektarów wynosiły 300 złotych reńskich, a wydatki – 538 złr. rocznie. Sytuacji rolników nie ułatwiały okresowo występujące nieurodzaje: przykładowo, rok 1897 został opisany jako „zły”, a w czerwcu 1898 roku zasiewy w całej okolicy oraz kilkadziesiąt gospodarstw w Harcie zniszczyło gradobicie. Warunki miała poprawić reforma rolna oraz parcelacja niektórych majątków dworskich, w ramach której doszło do podziału kilku majątków rodu Skrzyńskich, m.in. folwarków w Harcie oraz na Lipniku. Podział majątków nie był zakrojony tutaj na dużą skalę: na przykład, w majątku Lipnik w 1929 roku rozparcelowano 9,4 hektara ziemi, a w 1931 roku – kolejne 24,6 hektara. Majątek Zdzisława Skrzyńskiego w Harcie miał powierzchnię 818 hektarów (31,9% wszystkich gruntów we wsi).
W okolicy Harty utrzymywał się bardzo wysoki wskaźnik emigracji. W 1913 roku, z parafii (obejmującej wówczas również wieś Szklary) za granicą przebywało 580 osób. Kierunkami emigracji były zarówno Stany Zjednoczone, jak i Francja, Niemcy czy Łotwa, gdzie odbywały się prace sezonowe. Pomimo tych zjawisk, w powiecie brzozowskim w dalszym ciągu w 1939 roku było ok. 35 tysięcy „zbędnych” osób.
W latach 30. kryzys gospodarczy szczególnie mocno dotknął okolice Harty, gdzie większość ludności utrzymywała się z pracy w swoich niewielkich gospodarstwach rolnych. Panowało bezrobocie, bieda oraz spadek produkcji rolniczej. Rozwój terenu powstrzymywały nieudane plany powstania linii kolejowej na trasie Rzeszów–Błażowa–Brzozów–Sanok; w poprawie losu mieszkańców nie pomógł również rozwój Centralnego Okręgu Przemysłowego. Spadał ogólny poziom zdrowia, niedożywienie powodowało choroby, z których wiele ofiar przyniosła gruźlica; w 1906 roku w Harcie panowała epidemia tyfusu plamistego, a w 1921 roku w doszło do epidemii czerwonki. Wiele osób było zadłużonych, ponieważ spadek cen produktów rolnych nie przełożył się na obniżenie zobowiązań rolników wobec państwa. Powodowało to egzekucje komornicze, przeprowadzane często przy udziale policji. W 1938 roku doszło do kilkudniowego pożaru budynku dworskiej gorzelni.
Sytuacja gospodarcza i społeczna spowodowała ogłoszenie przez Naczelny Komitet Wykonawczy Stronnictwa Ludowego ogólnopolskiego strajku chłopskiego, który miał trwać przez 10 dni. Miał on polegać na zaprzestaniu przez chłopów sprzedaży dóbr i poprzestaniu wyłącznie na pracy w gospodarstwach. Strajk na terenie powiatu brzozowskiego poprzedziła narada w Harcie, podczas której omówiono jego szczegóły i wyznaczono osoby do pełnienia straży porządkowej. 15 sierpnia 1937 roku na rynku w Dynowie zorganizowano ludowy wiec a następnego dnia, 16 sierpnia, chłopi zorganizowali posterunki na drogach dojazdowych do Dynowa. 17 sierpnia policja dynowska podjęła próbę ich likwidacji.
Do najważniejszych wydarzeń podczas strajku doszło 19 sierpnia. Rano w pobliskim Bachórzu odbyło się masowe zebranie ludności, które zostało rozpędzone przez policję. Wieść o tym szybko rozeszła się po okolicy i na skrzyżowaniu dróg przy budynku młyna w Harcie w ciągu dnia zebrało się około pięciu tysięcy osób z całej okolicy, barykadując drogę z Przemyśla do Krosna. Wieczorem na miejsce strajku przybyła policja. Z tłumu jeden z protestujących lub prowokator oddał strzał w stronę policjantów, którzy również zaczęli wtedy strzelać. Na miejscu zginęły dwie osoby (Andrzej Galej z Harty i Stanisław Surmacz z Laskówki), trzecia (Józef Potoczny z Harty) zmarła z powodu odniesionych ran (według innych źródeł, Potoczny został tylko ciężko ranny w nogę, a później był jedną ze skazanych osób), a sześć osób zostało ciężko rannych.
Niedługo po przerwaniu strajku, policja dokonała pacyfikacji okolicznych wsi. W powiecie brzozowskim zniszczono 119 gospodarstw, z czego 77 tylko w Harcie; niszczono budynki gospodarcze, obejścia, ich wyposażenie oraz zebrane plony. Podczas pacyfikacji aresztowano 128 osób (24 w Harcie), które wywieziono do więzień w Brzozowie i Lwowie. W późniejszych procesach sądowych w Rzeszowie skazano 6 osób na kary od 1,5 do 3 lat więzienia.
Historia strajku w 1937 roku zakończyła się morderstwem 14 września dynowskiego komendanta policji, Jana Kunika oraz ciężkim ranieniem innego policjanta w pobliżu miejsca, w którym przeprowadzono strajki. Sprawcy zajścia nigdy nie zostali wykryci. Sam ruch ludowy nie został powstrzymany w wyniku nieudanego strajku; niedługo po nim, zaczęto organizować spotkania i planować kolejne wystąpienia, które miały mieć mniej pokojowy charakter – na spotkaniu prezesów kół Stronnictwa Ludowego omawiano plany zniszczenia infrastruktury drogowej i łącznościowej, aby uniemożliwić szybką interwencję służb podczas kolejnych strajków. Plany przerwał wybuch II wojny światowej w 1939 roku.

### II wojna światowa
Od nocy z 6 na 7 września 1939 roku w pobliskim Bachórzu stacjonował sztab jednostek Armii „Małopolska” generała Kazimierza Fabrycego. W okolicach Harty 12 września doszło do starcia, w której przeciwko siłom niemieckim walczył 17 Pułk Piechoty, w którym zginął jego dowódca, ppłk. Beniamin Kotarba. Po bitwie, 13 września do miasta wkroczyły oddziały 14 Armii pod dowództwem Wilhelma Lista, kończąc kampanię wrześniową na tym obszarze.
Pod okupacją niemiecką, na miejscową ludność były nałożone przymusowe dostawy w postaci bydła, trzody chlewnej oraz zboża, za uchylanie się którym groziła nawet kara śmierci. Szerzyły się epidemie chorób, jak gruźlicy i czerwonki w 1941 roku i duru brzusznego w 1942 roku. Częste były pacyfikacje; 21 maja 1943 roku w Harcie hitlerowcy zamordowali siedem osób, a około pięćdziesięciu wywieźli do obozu pracy w Szebniach, a następnie do obozu Auschwitz-Birkenau, skąd wiele osób już nie powróciło. Zdarzały się również napady rabunkowe, jak na przykład napad na plebanię w Harcie 1 grudnia 1942 roku, w którym zginął ówczesny proboszcz parafii Harta – Andrzej Trzyna.
Pomimo niewielkiej populacji żydowskiej w Harcie przed wojną (16 osób w 1938 roku), zdarzały się tutaj pojedyncze przypadki ukrywania Żydów przez Polaków. Od 1941 roku do września 1943 roku ukrywał się tutaj Józef Lejba, wydany później przez polskiego szmalcownika i rozstrzelany przez hitlerowców. Ukrywająca go Katarzyna Kiszka została wywieziona do obozu Auschwitz-Birkenau, gdzie zginęła w czerwcu 1944 roku.
Już w 1940 roku we wsi zaczął wykształcać się ruch oporu, w postaci konspiracji ludowców spod znaku „Racławice”. Rok później podporządkowała się ona powstającej grupie Związku Walki Zbrojnej, a w wyniku przekształceń od początku 1944 roku stała się ona oddziałem dynowskiej placówki Armii Krajowej o liczebności 63 żołnierzy. Początkowo wojskowi nie byli dobrze wyposażeni; sytuację poprawiły zrzuty broni, z których jeden odbył się w nocy z 27 na 28 kwietnia 1944 roku w lesie Paproć.
W kwietniu 1944 roku w okolicy pojawiły się dokonujące odwrotu z frontu wojska niemieckie. Pod koniec lipca rozpoczęto akcję „Burza”, w której wzięły udział zorganizowane w strukturach AK placówki Dynów i Błażowa. Atakowały one wojska niemieckie, niszcząc pojazdy i zdobywając broń oraz amunicję.
Po 23 lipca rozpoczęły się walki pomiędzy Niemcami a Sowietami. Główna bitwa o Dynowszczyznę odbyła się w okolicach skrzyżowania głównych dróg przy wjeździe do Dynowa między popołudniem 26 lipca a rankiem 28 lipca, kiedy to resztki wojsk niemieckich uciekły. Tego dnia Dynów i okolice zostały zajęte przez jednostki 38 Armii 1 Frontu Ukraińskiego pod wodzą generała Kiriłła Moskalenki.
Pomimo bliskości przedwojennych miejscowości rusińskich, jak Pawłokoma i Łubno, Hartę ominęły walki etniczne z Ukraińcami, toczące się w Dynowie i w okolicach w 1945 roku, podczas których zniszczono między innymi Dylągową i Pawłokomę.
Między 14 a 19 marca 1945 roku doszło do pacyfikacji Dynowa oraz jego okolic przez NKWD – w wyniku walk, podczas których obrońcy sądzili, że walczą z Ukraińcami, zginęło kilkanaście osób, a kilkaset zostało aresztowanych. Kilkudziesięciu z nich, między innymi dziewięć osób z Harty, po miesiącu od aresztowania zostali zesłani do łagru Bajdajewka koło Nowokuźniecka. Spędzili tam cztery miesiące, a w połowie sierpnia 1945 roku zostali uwolnieni i powrócili do Polski.
W lutym 1945 roku rozpoczęto proces rozwiązywania struktur AK na Dynowszczyźnie, który zakończył się 30 kwietnia 1945 roku na spotkaniu dowódców w Harcie. Niedługo potem zdecydowano o kontynuowaniu walki w konspiracji w ramach zawiązanego pod koniec roku ugrupowania Wolność i Niezawisłość. Na początku 1946 roku struktury podziemia były już zorganizowane; koło gminne WiN w Dynowie podlegało pod Brzozowską Radę WiN.
Do najgłośniejszych działań, podjętych przez organizacje podziemne na terenie Harty, należały: rekwizycja późną wiosną 1945 roku podczas wiejskiego festynu ponad 11 tys. złotych, przeznaczonych później na zakup broni oraz egzekucja dwóch mieszkańców wsi w listopadzie tego samego roku za kradzieże i rabunki. Po szeroko zakrojonej przez władze akcji w maju 1946 roku, mającej na celu likwidację komórek konspiracyjnych oraz ogłoszeniu ustawy amnestyjnej w 1947 roku, struktury podziemia przestały działać, a kontakt pomiędzy lokalnymi jednostkami a radą brzozowską zerwał się na wiosnę tego roku.

### Czasy powojenne i współczesne

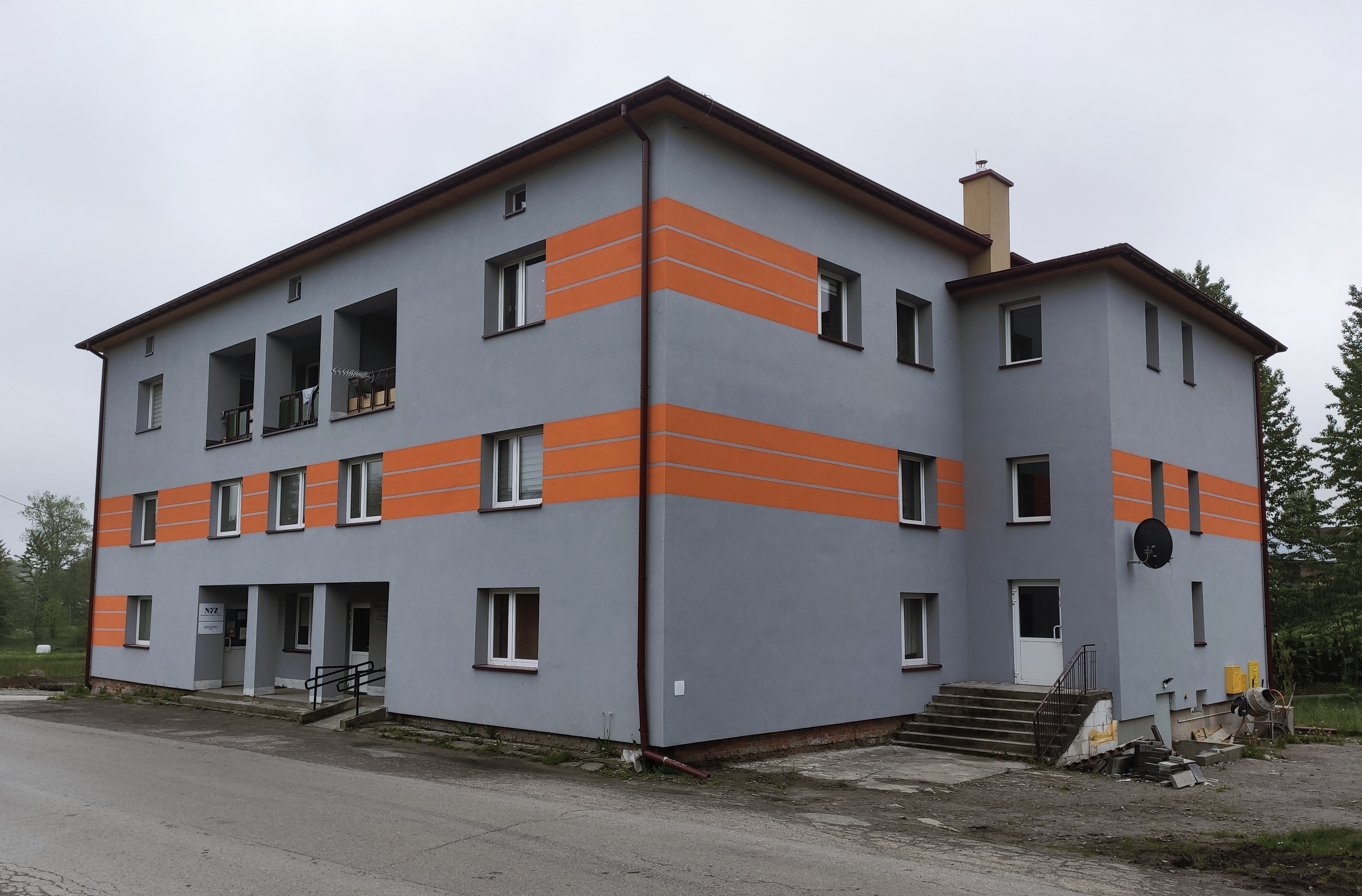
Dom Ludowy w Harcie Górnej, otwarty w 1962 roku

Po zakończeniu II wojny światowej nastąpił stopniowy rozwój wsi oraz okolicznych terenów. Dokonano reformy rolnej oraz nieudanych prób kolektywizacji, a następnie zaczęto zakładanie państwowych gospodarstw rolnych. Pomimo planów, nie udało się założyć takiego gospodarstwa w Harcie, czego wynikiem był opór ludności. Upaństwowieniu natomiast uległa harcka mleczarnia.
W latach 50. XX wieku w czynie społecznym odnowiono zniszczoną drogę przez wieś oraz zbudowano cegielnię, w zamyśle mającą służyć do wypalania cegły na realizację kolejnych inwestycji – budowy domu ludowego, szkoły oraz remizy strażackiej.
Pierwszą z przeprowadzonych inwestycji była budowa domu ludowego. Propozycję powstania społecznej świetlicy przedłożył już w 1937 roku ówczesny kierownik szkoły w Harcie Górnej, Antoni Kusy – założyciel Towarzystwa Szkoły Ludowej, które organizowało dla harckiej społeczności bardzo popularne publiczne odczyty. Były one uciążliwe dla funkcjonowania szkoły, dlatego też wysunięty został pomysł na osobny budynek. Koncepcja powróciła na zebraniu ludowym w 1957 roku, na którym zawiązano komitet budowy. Rozpoczęła się ona w 1958 roku i trwała przez cztery lata, co w dużej mierze było spowodowane podmokłym terenem budowy. Po dwóch latach budowy fundamentów zbudowano na nich sam budynek i otwarto go w czerwcu 1962 roku podczas uroczystości pod wodzą kierownika Wojewódzkiego Domu Kultury w Rzeszowie.
Po otwarciu domu ludowego, przystąpiono do budowy nowej szkoły w Harcie. Rozpoczęto ją w 1962 roku i ukończono w roku następnym. Szkołę, która stała się pierwszą tzw. „tysiąclatką” w powiecie brzozowskim, otwarto w czerwcu 1963 roku i nadano jej imię „Bohaterów Walk Chłopskich”.
W rok po otwarciu nowej szkoły, w 1964 roku wiejska cegielnia została przekazana Ochotniczej Straży Pożarnej, która odnowiła ją i zaczęła wypalać w niej cegłę na budowę remizy strażackiej, która była kontynuowana przez kolejne 12 lat. Gotowy budynek OSP w Harcie oddano do użytku w 1976 roku. W drugiej połowie lat 60. i w latach 70. we wsi powstał również budynek domu nauczyciela oraz tzw. „agronomówka”.
Radiofonizacja wsi nastąpiła w połowie 1952 roku. Po kilkunastu latach starań, pod koniec lat 50. rozpoczęto trwającą przez prawie dwie dekady elektryfikację wsi. Pierwsze gospodarstwa zostały podłączone do sieci elektrycznej w czerwcu 1958 roku, zaś cały proces zakończono dopiero w 1974 roku.
W dwudziestą rocznicę strajków chłopskich z 1937 roku, 18 sierpnia 1957 roku na miejscu ówczesnych walk odsłonięto poświęcony ich ofiarom pomnik. Imię „Bohaterów Walk Chłopskich” nadano również w czerwcu 1963 roku nowootwartej szkole podstawowej w Harcie Dolnej. W późniejszych latach, pomnik został przebudowany i odnowiony (w 1984 roku), zaś przed szkołą w 1987 roku pojawił się pamiątkowy obelisk.
W 1975 roku, w procesie konsolidowania drobnych przedsiębiorstw w duże kombinaty, harcka mleczarnia została przejęta przez Okręgową Spółdzielnię Mleczarską w Brzozowie, a kilka miesięcy później przekazana do OSM w Przemyślu. Mleczarnia wówczas była jedynym dużym zakładem przemysłowym we wsi; w 1970 roku zatrudniała 36 osób. Produkowała masło i kilka rodzajów serów, m.in. ser bałtycki.

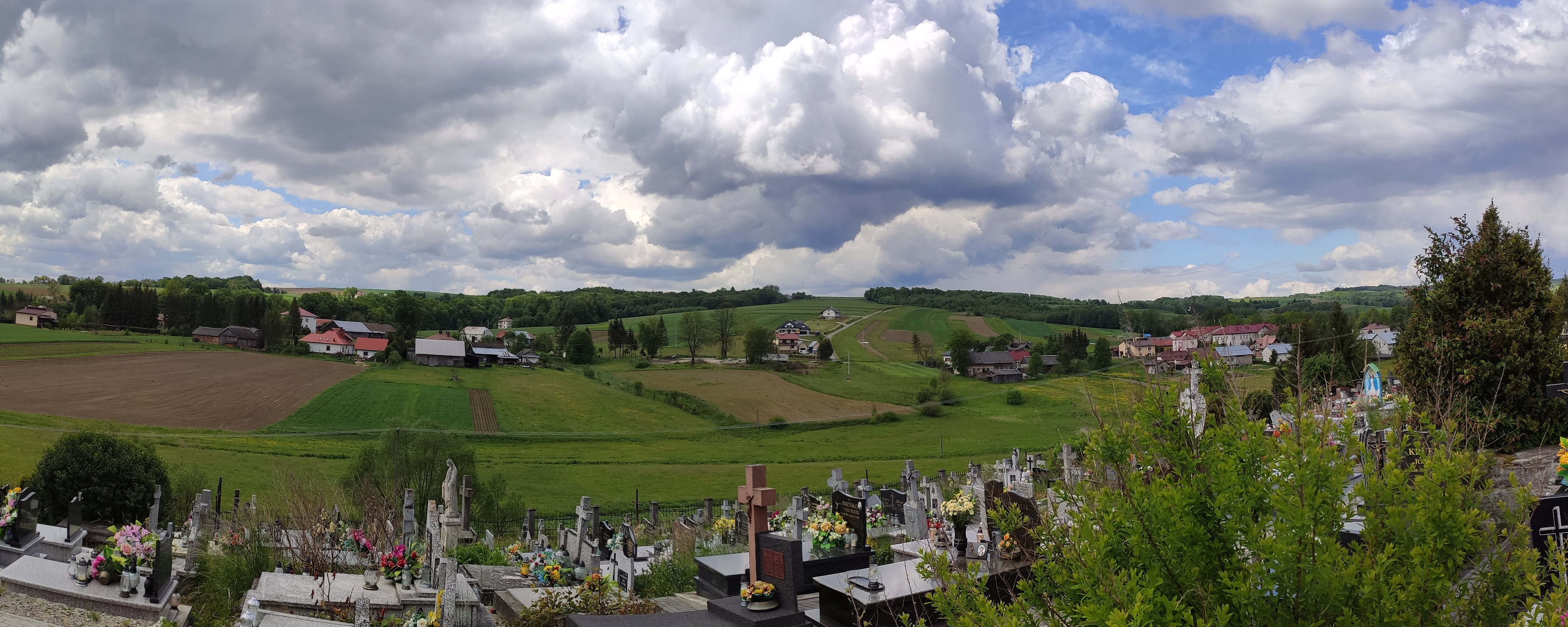
Panorama Harty Dolnej z cmentarza parafialnego. W tle po prawej stronie widoczna jest Szkoła Podstawowa im. Bohaterów Walk Chłopskich.

Początek lat 90. przyniósł duże zmiany na terenie wsi. Na początku 1991 roku Okręgowa Spółdzielnia Mleczarska w Przemyślu zadecydowała o wydzieleniu ze swoich struktur harckiej mleczarni (zatrudniającej wówczas 46 osób), która decyzją z 24 lutego od maja 1991 roku zaczęła funkcjonować jako samodzielna spółdzielnia. Wystąpiono o ministerialne środki na restrukturyzację zakładu, lecz po kilku miesiącach przemyska OSM wycofała swoją uchwałę i ogłosiła upadłość, a majątek mleczarni w Harcie zaczął podlegać egzekucji komorniczej. Pomimo prób ratowania mleczarni (próby uzyskania pieniędzy z Funduszu Restrukturyzacji Rolnictwa oraz sprzedaż majątku prywatnej mleczarni w Błażowej) zakład przestał istnieć.
Również na początku lat 90. rozpoczęto budowę linii gazowej przez wieś oraz telefonizację wsi. Gazociąg z kopalni Husów koło Łańcuta do Bachórza i dalej w stronę Harty był pomysłem Zbigniewa Szałajdy, wicepremiera w latach 1982–1988, zamieszkującego w Dynowie. W życie wcielił go zarząd upadającej mleczarni po założeniu w tym celu Komitetu Gazyfikacyjnego Wsi Harta. Projekt sfinansowano ją ze składek udziałowców komitetu, z Funduszu Pomocy Wsi Polskiej oraz funduszy europejskich. Gazyfikacja zakończyła się w 1994 roku, zaś telefonizacja w 1999 roku.
W XXI wieku w Harcie zrealizowanych zostało kilka dużych inwestycji: budowa sali gimnastycznej przy szkole w Harcie Dolnej, dwukrotny remont głównej drogi powiatowej, rozbudowa sieci wiejskich dróg dojazdowych oraz renowacja Domu Ludowego, Domu Strażaka oraz kościoła w Harcie Górnej i częściowo kościoła w Harcie Dolnej. Wieś uzyskała połączenie światłowodowe z Internetem oraz szczątkowe przyłączenie do sieci kanalizacyjnej. Powstało kilka organizacji kulturalnych i społecznych: kapela „Młoda Harta”, Towarzystwo Kultury i Rozwoju Wsi Harta, Klub Honorowych Dawców Krwi „Nadzieja” oraz klub sportowy „Orzeł Harta”.

## Administracja

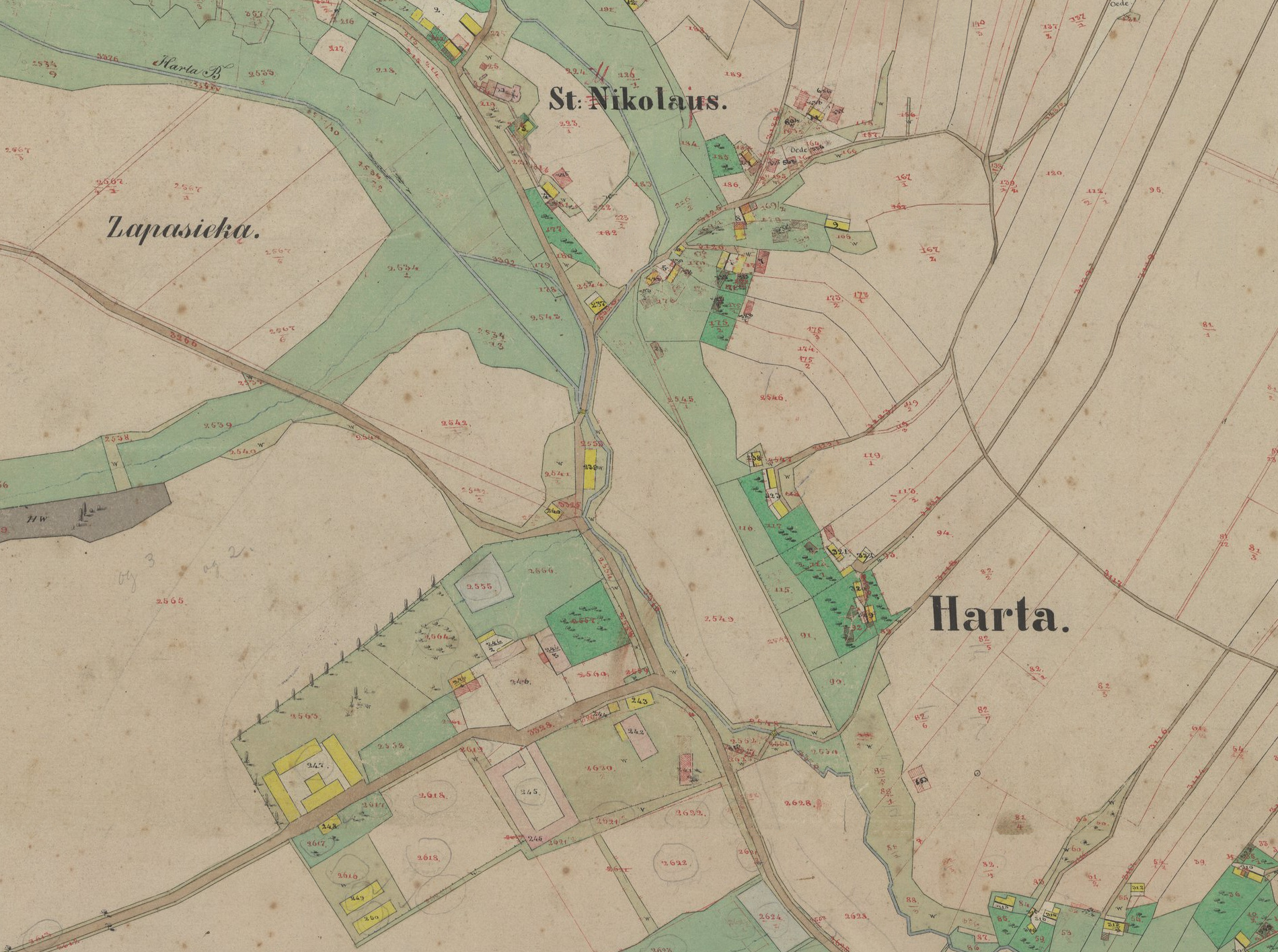
Wycinek mapy katastralnej Harty z 1852 roku, przedstawiający kościół św. Mikołaja (na górze) oraz posiadłości dworskie (na dole)

Harta historycznie wchodziła w skład ziemi sanockiej, położonej na obszarze Rusi Czerwonej. Po przyłączeniu jej do Królestwa Polskiego przez króla Kazimierza Wielkiego w latach 1340–1349 (a samej Dynowszczyzny w 1341 roku), tereny te weszły w skład województwa ruskiego, gdzie pozostały od XIV do XVIII wieku (przejściowo przechodząc pod władzę węgierską w latach 1364–1387). Po I rozbiorze Polski w 1772 roku, tereny te zostały wcielone w skład Królestwa Galicji i Lodomerii; początkowo Harta stanowiła część dystryktu przemyskiego w cyrkule samborskim, a następnie (od 1782 roku) przeszła do cyrkułu sanockiego. Od 1853 roku Harta weszła w skład okręgu dubieckiego w granicach tego cyrkułu, a po reorganizacji podziału administracyjnego, likwidacji cyrkułów i okręgów oraz utworzeniu powiatów w 1867 roku (i nazwaniu ich siedzib w 1868 roku starostwami) – do powiatu brzozowskiego, gdzie pozostała aż do jego zniesienia w 1975 roku. Również w 1868 roku, utworzony został powiat sądowy z siedzibą w Dynowie, obejmujący swoim obszarem m.in. Hartę.
W ramach Galicji, z Harty wydzielony był obszar dworski, stanowiący około 39% jej powierzchni i w 1900 roku zamieszkiwany przez 5% jej ludności. Tereny Harty zostały ujednolicone administracyjnie 1 sierpnia 1919 roku, kiedy to wszystkie obszary dworskie w byłym zaborze austriackim włączono do odpowiadających im gmin politycznych.
Przez cały ten czas, Harta stanowiła gminę jednostkową w ramach powiatu brzozowskiego (od 1 września 1921 roku wchodzącego w skład województwa lwowskiego). Jednym z wójtów tej gminy był Antoni Nowak, późniejszy polski senator. Ten stan rzeczy utrzymywał się do 1934 roku, kiedy to utworzona została zbiorowa gmina Dynów, której Harta stała się częścią jako jedna z gromad.
Po wybuchu II wojny światowej, Harta stała się miejscowością przygraniczną po stronie niemieckiej jako część dystryktu krakowskiego Generalnego Gubernatorstwa. Od 1939 do 1941 wchodziła w skład powiatu sanockiego, zaś w latach 1941–1944 – powiatu krośnieńskiego. W sierpniu 1944 roku nowe władze komunistyczne Polski przywróciły podział administracyjny sprzed wojny, rok później włączając Hartę wraz z powiatem brzozowskim do nowo utworzonego województwa rzeszowskiego.
Wskutek reformy podziału administracyjnego wsi, 5 października 1954 roku na mocy uchwały Wojewódzkiej Rady Narodowej w Rzeszowie utworzona została nowa gromada Harta, w której skład samodzielnie weszła wieś Harta.
Przewodniczącymi Gromadzkiej Rady Narodowej w Harcie byli:
- w latach 1954–1965 – Andrzej Wąsowicz,
- w latach 1965–1972 – Andrzej Gudyka.

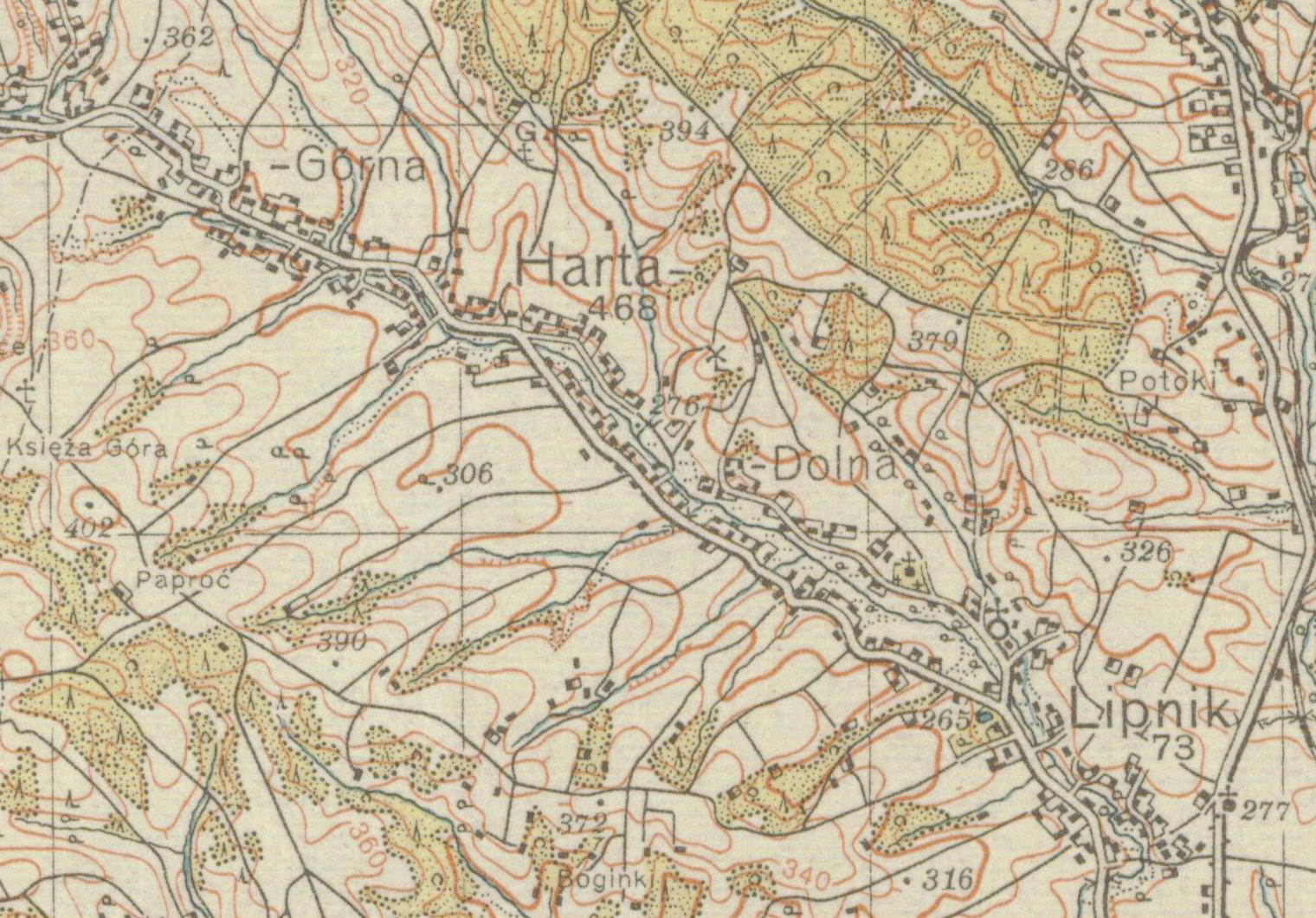
Wycinek mapy taktycznej WIG z 1938 roku, przedstawiający Hartę

Na mocy reformy podziału administracyjnego z 1972 roku, od 1 stycznia 1973 roku Harta weszła obok ośmiu innych sołectw w skład zreaktywowanej gminy Dynów. Wskutek zniesienia dwa lata później powiatów jako jednostki administracyjnej, 1 czerwca 1975 roku Harta wraz z resztą gminy znalazła się w województwie przemyskim. Oddzielono ją w ten sposób od reszty powiatu brzozowskiego, który wszedł w skład województwa krośnieńskiego.
Reforma z 1999 roku spowodowała kolejną zmianę głównego ośrodka administracyjnego. Już w trakcie opracowywania wstępnej mapy powiatowej, zaprezentowanej w 1993 roku, na życzenie samorządu gminy Dynów włączono ją do projektowanego powiatu rzeszowskiego. Zmiany weszły ostatecznie w życie 1 stycznia 1999 roku i Harta znalazła się zgodnie z wolą społeczności w powiecie rzeszowskim województwa podkarpackiego.
Harta stanowi sołectwo w ramach samorządowej gminy Dynów, którego powierzchnia to 25,66 km², a granice pokrywają się z granicami obrębu ewidencyjnego Harta. Stan prawny reguluje statut, którego najnowsza wersja została uchwalona 30 czerwca 2022 roku. Przewodniczącym siedmioosobowej rady sołeckiej w kadencji 2018–2024 był Bogdan Stetko, zaś funkcję sołtysa pełniła Maria Pałac.
Mieszkańcy wsi w wyborach samorządowych wybierają radnych gminnych w czterech jednomandatowych okręgach wyborczych (w latach 1992–1994 było ich sześć, zaś w latach 1994–2002 – pięć).
| Okręg | Granice okręgu (adresy)         | Radny w kadencji 2018–2024 |
| ----- | ------------------------------- | -------------------------- |
| 5     | Harta 1 – 121 oraz 544 do końca | Maria Pałac                |
| 6     | Harta 400 – 543                 | Piotr Śliwa                |
| 7     | Harta 122 – 261                 | Jacek Stochmal             |
| 8     | Harta 262 – 399                 | Zygmunt Banaś              |

## Demografia
Według danych Narodowego Spisu Powszechnego 2021, w Harcie 31 marca 2021 roku zamieszkiwało 2061 osób: 1033 mężczyzn i 1028 kobiet. Ludność wsi stanowi około 30% ogółu ludności gminy Dynów. Na 1 km² powierzchni sołectwa Harta przypada 80 osób, co czyni miejscowość jedną z gęściej zaludnionych w gminie.
W porównaniu z innymi niemiejskimi miejscowościami statystycznymi na terenie gminy, powiatu oraz województwa, Harta według danych z NSP 2021 pod względem liczby ludności zajmuje 1. miejsce na 9 w gminie, 23. miejsce na 84 w powiecie oraz 120. na 1488 w województwie.

Liczba ludności na przestrzeni dziejów kształtowała się stosunkowo stabilnie. Pod koniec XVIII wieku Hartę zamieszkiwało około 650 osób. Nastąpił wówczas bardzo szybki wzrost liczby ludności (w 1799 roku przyrost naturalny wyniósł aż 31‰) i osiągnięcie ludności na poziomie 1 tysiąca na przełomie XVIII i XIX wieku. Pod koniec drugiej dekady XIX wieku wzrost zwolnił, a w latach 30. przyspieszył znowu, utrzymując swoją dynamikę do 1880 roku. Później nastąpiło zwolnienie wzrostu, osiągnięcie ówczesnego szczytu liczebności populacji w 1910 roku oraz wyraźny jej spadek bezpośrednio po I wojnie światowej. W okresie międzywojennym ludność osiągnęła swoją najwyższą liczbę: na początku 1938 roku w Harcie mieszkało ponad 2,6 tys. osób. Po drugiej wojnie światowej i chwilowym wzroście liczby ludności bezpośrednio po jej zakończeniu, ustabilizowała się ona na pułapie około 2,3 tys. i od tej pory obserwuje się jej spadek, który trwa do czasów współczesnych. Stabilność liczby ludności widać szczególnie w porównaniu z innymi miejscowościami gminy. Między rokiem 1931 a 1970 ludność wsi spadła tylko o niespełna 10% – co było niską wartością w porównaniu z Dynowem (przed II wojną światową duża społeczność żydowska, spadek ludności w tym okresie o 21%), Dylągową (wieś spalona przez oddziały UPA w latach 1945–1946, spadek o 37%) czy Pawłokomą (przed wojną zamieszkiwana głównie przez wymordowaną przez Polaków mniejszość ukraińską; spadek o 66%).
Historycznie wieś zawsze wykazywała się jednorodnością narodową i religijną. W 1777 roku w Harcie zamieszkiwało 131 rodzin, z czego tylko dwie były żydowskie. Półtora wieku później, według spisu powszechnego z 1921 roku, jedynie dwie spośród 2483 zamieszkujących Hartę osób podało narodowość inną niż polską, a religię rzymskokatolicką wyznawało 98,9% mieszkańców (1% stanowili wyznawcy judaizmu).
Współczynnik feminizacji ludności Harty ulegał w historii znacznym zmianom. Na przełomie wieków wynosił on 104, wzrósł po I wojnie światowej do 110 (czego powodem były działania podczas I wojny światowej), a w 1970 roku osiągnął rekordową wartość 117. Od tamtej pory spada i w 2022 roku osiągnął swoją najniższą wartość – 96,4.
Podobne powolne przemiany zaszły w rozbiciu ludności na grupy wiekowe. W 2002 roku 26,1% ludności wsi było w wieku przedprodukcyjnym, zaś 19,1% w wieku poprodukcyjnym. Przez dwie kolejne dekady proporcja uległa zmianie i według spisu powszechnego z 2021 roku grupa populacji w wieku przedprodukcyjnym zmniejszyła się o 6,4 p. proc. do 19,7%, zaś seniorzy stanowią 21,2% mieszkańców (wzrost o 2,1 p. proc.). Liczebność ludności w wieku produkcyjnym wzrosła z 54,8% w 2002 roku do 59,1% w 2021 roku.

Liczba urodzeń i zgonów w ciągu pierwszych dwóch dekad XXI wieku była stosunkowo stabilna i wahała się od ok. 10 do 25 zarówno urodzeń, jak i zgonów rocznie (z wyjątkiem 2021 roku, kiedy zmarły 32 osoby). Saldo migracji w Harcie wyróżnia się na tle ogółu gminy Dynów: jego średnia wartość w latach 2019–2022 na 1000 osób wyniosła 1,9‰, podczas gdy dla terenu gminy w tym samym okresie była na poziomie 4,3‰.

## Gospodarka

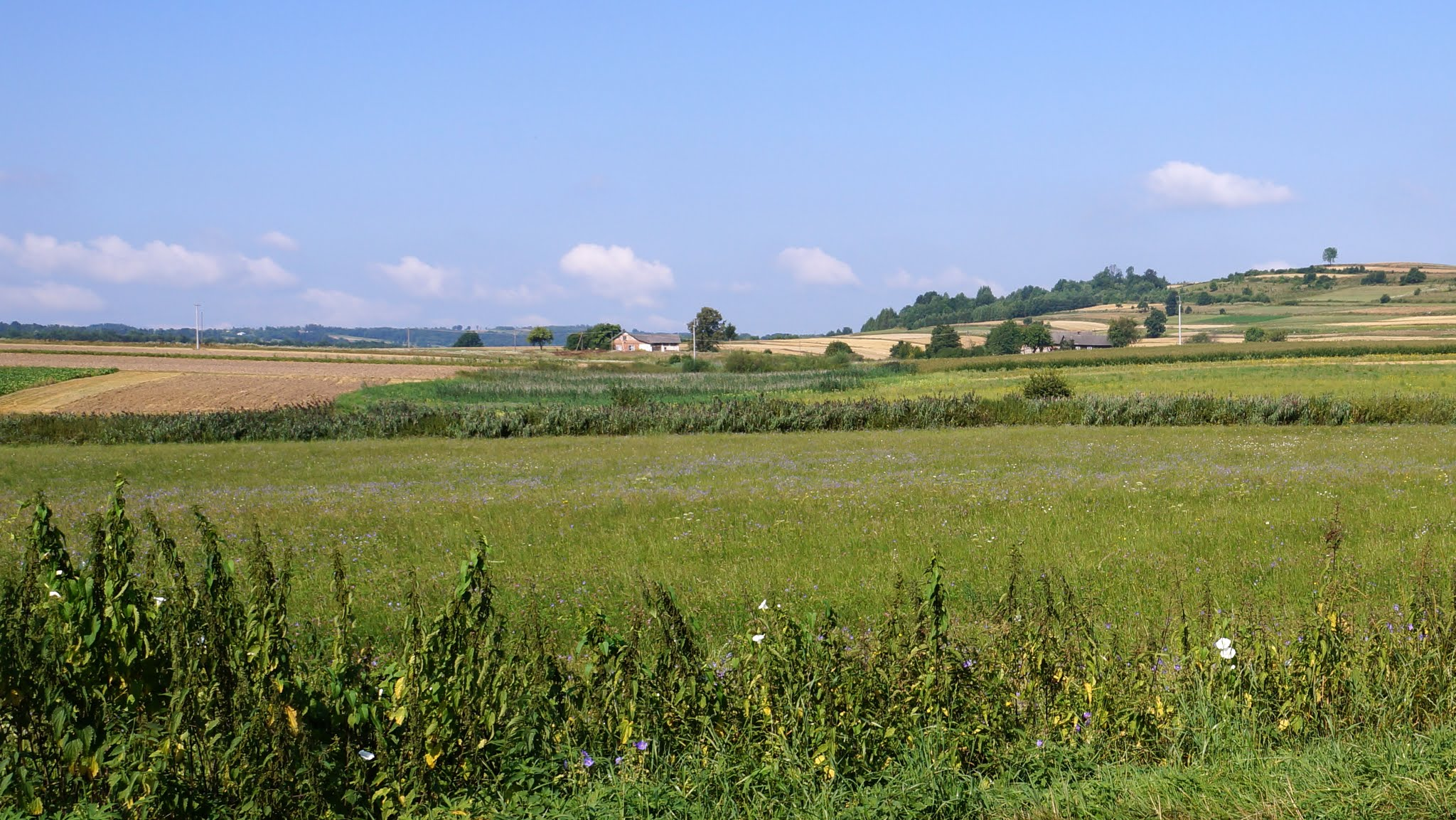
Krzywda – przysiółek Harty

Według danych rejestru REGON z 2022 roku, na terenie wsi Harta funkcjonowało 135 podmiotów gospodarczych. Dwa z nich (obydwie szkoły) należały do sektora publicznego, zaś pozostałe 133 reprezentowały sektor prywatny.
Spośród przedsiębiorstw prywatnych, zdecydowana większość (120 przedsiębiorstw) stanowiły jednoosobowe działalności gospodarcze. W Harcie istniało również 5 spółek handlowych oraz jedna cywilna.
Najliczniej reprezentowaną we wsi gałęzią gospodarki było budownictwo, do którego należało 48 przedsiębiorstw (14 z nich zajmowało się wznoszeniem budynków, zaś 34 oferowało roboty specjalistyczne). Drugą co do liczebności kategorią był handel oraz naprawa pojazdów samochodowych. Łącznie handlem hurtowym i detalicznym zajmowało się 18 przedsiębiorstw, zaś naprawą pojazdów kolejnych 9.
Do mniej licznych kategorii należały:
- przetwórstwo przemysłowe (12 przedsiębiorstw, z których 4 produkowało wyroby metalowe),
- transport i gospodarka magazynowa oraz opieka zdrowotna i pomoc społeczna (po 7 podmiotów),
- rolnictwo, leśnictwo, łowiectwo i rybactwo (6 przedsiębiorstw, z czego 5 zajmujących się leśnictwem),
- działalność profesjonalna, naukowa i techniczna (5 podmiotów),
- działalność związana z zakwaterowaniem i usługami gastronomicznymi oraz edukacja (po 4 przedsiębiorstwa).

Pozostałe gałęzie gospodarki reprezentowane były przez pojedyncze podmioty gospodarcze.
Przedsiębiorstwa w Harcie charakteryzowały się w zdecydowanej większości małą wielkością. Jedynie 5 z nich zaliczało się do kategorii od 10 do 49 pracowników; pozostałe 130 zatrudniało poniżej 10 osób.

### Rolnictwo
Harta jest wsią przeważnie rolniczą. Z powodu przeszłych warunków społeczno-gospodarczych, rolnictwo w miejscowości w 2018 roku scharakteryzowano jako cechujące się dużym rozdrobnieniem, nadmiarem zasobów siły roboczej oraz niską towarowością produkcji.
Na terenie miejscowości występują gleby zaliczane do przeciętnych. Spośród gruntów ornych, w 2023 roku niemal 55% ich powierzchni stanowiła ziemia klasy IV; kolejne 41% były gruntami klasy III. W przypadku łąk oraz pastwisk najbardziej liczne były również gleby klasy IV, zaś drugie miejsce zajmowały gleby klasy V (odpowiednio 54% oraz 26%).
|                  | Klasa III | Klasa IV | Klasa V | Klasa VI |
| ---------------- | --------- | -------- | ------- | -------- |
| Grunty orne      | 458,4 ha  | 612,1 ha | 42,6 ha | 7,9 ha   |
| Łąki trwałe      | 28,9 ha   | 61,5 ha  | 44,7 ha | 6,1 ha   |
| Pastwiska trwałe | 19,9 ha   | 105,8 ha | 36,7 ha | 6,9 ha   |

W 2013 roku, w Harcie istniało 648 gospodarstw rolnych o powierzchni ponad 1 hektara.
Ogólna powierzchnia wszystkich gospodarstw rolnych w Harcie w 2018 roku wynosiła około 1791 hektarów (69,8% powierzchni całego sołectwa). W ciągu ostatniego stulecia uległa ona nieznacznemu zmniejszeniu; w 1970 roku gospodarstwa zajmowały powierzchnię 1869 hektarów (72,8%, spadek o 3 p. proc.), zaś w 1931 roku – 1906 hektarów (74,3% sołectwa, o 4,5 p. proc. więcej niż współcześnie).
Największą powierzchnię spośród upraw w gminie miały uprawy zbóż (pszenicy), ziemniaków oraz roślin pastewnych. W gospodarstwach dominowała hodowla bydła mlecznego, trzody chlewnej oraz królików.

## Infrastruktura

### Transport i układ wsi

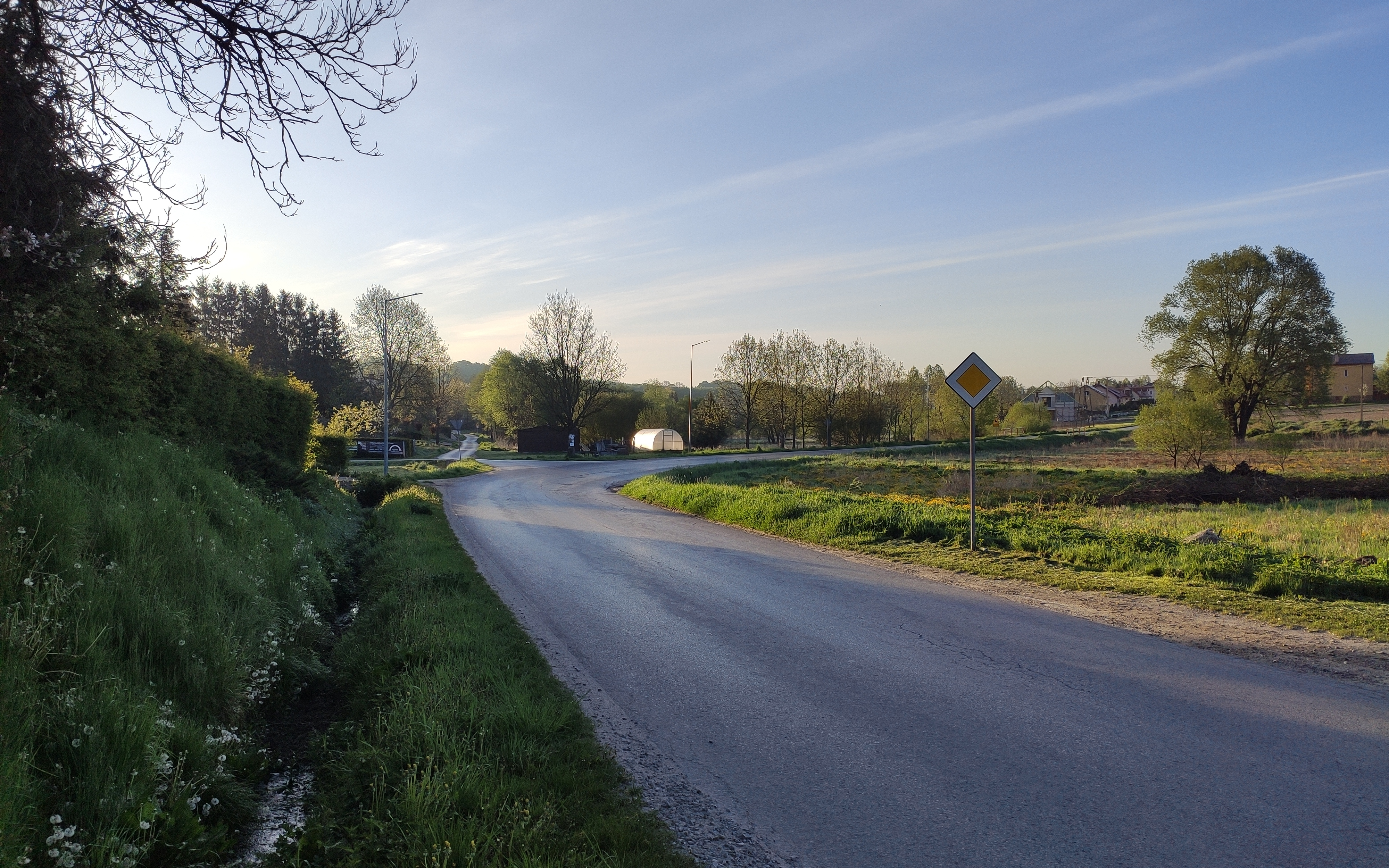
Droga powiatowa nr 1426R w Harcie; w tle skrzyżowanie z drogą gminną do przysiółka Ciepła Połać

Kształt głównej drogi, przechodzącej przez Hartę na przestrzeni lat ulegał zmianom. Do przełomu XVIII i XIX wieku rozpoczynała się ona skrzyżowaniem z ówczesnym tzw. cesarskim gościńcem, zbudowanym w latach 1772–1774 na bazie szlaku handlowego, istniejącego tam już od średniowiecza (współcześnie, jest to droga wojewódzka nr 884), biegła przez Lipnik w kształcie podobnym do współczesnego, po czym skręcała w stronę kościoła św. Mikołaja i dalej biegła zgodnie z aktualnym przebiegiem drogi gminnej „Okrajce”, kierując się w stronę lasów. Drogą tą można było dostać się bezpośrednio do Nowego Borku. Droga biegnąca w pobliżu zabudowań (gdzie przebiega ona współcześnie) była trasą o mniejszym znaczeniu; kończyła się ona skrzyżowaniem z wyżej opisaną, a bezpośrednie połączenie z Piątkową wówczas nie istniało. Droga zwana była drogą powiatową „tyczyńską”.
Przez XIX wiek, droga stopniowo nabierała współczesnego kształtu; został on osiągnięty krótko po II wojnie światowej, kiedy to jej północno-zachodni koniec został włączony w jej ciąg (wcześniej, główna droga biegła po aktualnej drodze gminnej „Mątewki”).
Współcześnie, historyczna główna oś komunikacyjna miejscowości nosi numer 1426R i ma rangę drogi powiatowej. Biegnie ona z kierunku północno-zachodniego na południowy wschód i położonych przy niej jest większość jej zabudowań – w typowym układzie wsi ulicówki. Pozostałe zabudowania rozmieszczone są w kilkunastu przysiółkach; część z nich znajduje się przy drogach wojewódzkich 835 oraz 884, przebiegających odpowiednio wschodnimi oraz południowymi krańcami wsi. Układ drogowy w 2022 roku uzupełniało osiem dróg gminnych z nadaną numeracją o łącznej długości 14,1 km oraz liczne drogi dojazdowe do pól oraz domostw, z których duża część (75 kilometrów) w 2015 roku uzyskała twardą nawierzchnię.
Sama droga powiatowa 1426R wielokrotnie była modernizowana i remontowana: między innymi w latach 50. XX wieku, w 2004 roku oraz latach 2022–2023.
| Układ dróg oraz przystanków autobusowych we wsi Harta. | |         |
| Numer drogi                                            | Nazwa (relacja) | Długość |
| Drogi wojewódzkie                                      | |         |
| 835                                                    | Droga 12 (węzeł Lublin Rudnik) – Wysokie – – Biłgoraj – Sieniawa – Przeworsk – Kańczuga – – Dynów – Grabownica Starzeńska | 1,64 km |
| 884                                                    | Przemyśl – Dubiecko – Bachórz – Domaradz                                                                                  | 1,76 km |
| Drogi powiatowe                                        | |         |
| 1426R                                                  | Błażowa – Piątkowa – Harta                                                                                                | 7,42 km |
| Drogi gminne                                           | |         |
| 108306R                                                | Harta – Harta Wysoka | 5,9 km  |
| 108307R                                                | Harta – Mątewki | 0,65 km |
| 108308R                                                | Harta – Berlin | 0,6 km  |
| 108309R                                                | Harta – Ciepła Połać | 1,25 km |
| 108310R                                                | Harta – koło Kościoła | 1,57 km |
| 108311R                                                | Harta – Okrajce | 2,1 km  |
| 108312R                                                | Harta – Pustki i Miasteczko                                                                                               | 1,55 km |
| 108314R                                                | Harta – koło Kaniuczaka                                                                                                   | 0,52 km |

Drogi wojewódzkie oraz powiatowa zapewniają dogodne połączenie zarówno z ośrodkami lokalnymi, jak Dynów i Błażowa (położonymi odpowiednio 6 i 10 km od centrum wsi), jak i siedzibą powiatu i województwa – Rzeszowem (oddalonym o 32 km), zapewniającym połączenia szybkiego ruchu, kolejowe oraz lotnicze z resztą kraju i z zagranicą.
Publiczny transport zbiorowy organizowany jest na łącznie 9 przystankach autobusowych – siedmiu przy drodze powiatowej (Harta Góra, Harta Szkoła Górna, Harta Ciepła Połać, Harta Środek, Harta Szkoła, Harta Luzbark) oraz dwóch przy drodze wojewódzkiej 884 (Harta NŻ, Harta Krzywda). Połączenia realizowane są na relacjach:
- Dynów – Rzeszów (z wariantami: Bachórz – Rzeszów, Dubiecko – Rzeszów, Nozdrzec – Rzeszów), przez drogę powiatową 1426R, przez przewoźników PKS Rzeszów[318], PKS Przemyśl, AGMAR oraz Polbus[319];
- Dynów – Wesoła, przez drogę wojewódzką 884, przez PKS Przemyśl[320].

Równolegle do drogi wojewódzkiej 835, wschodnią krawędzią wsi przebiega wąskotorowa linia kolejowa relacji Dynów–Przeworsk. W miejscowości nie znajdują się żadne przystanki kolejowe; najbliższe znajdują się w Szklarach oraz Bachórzu.

### Zabudowa

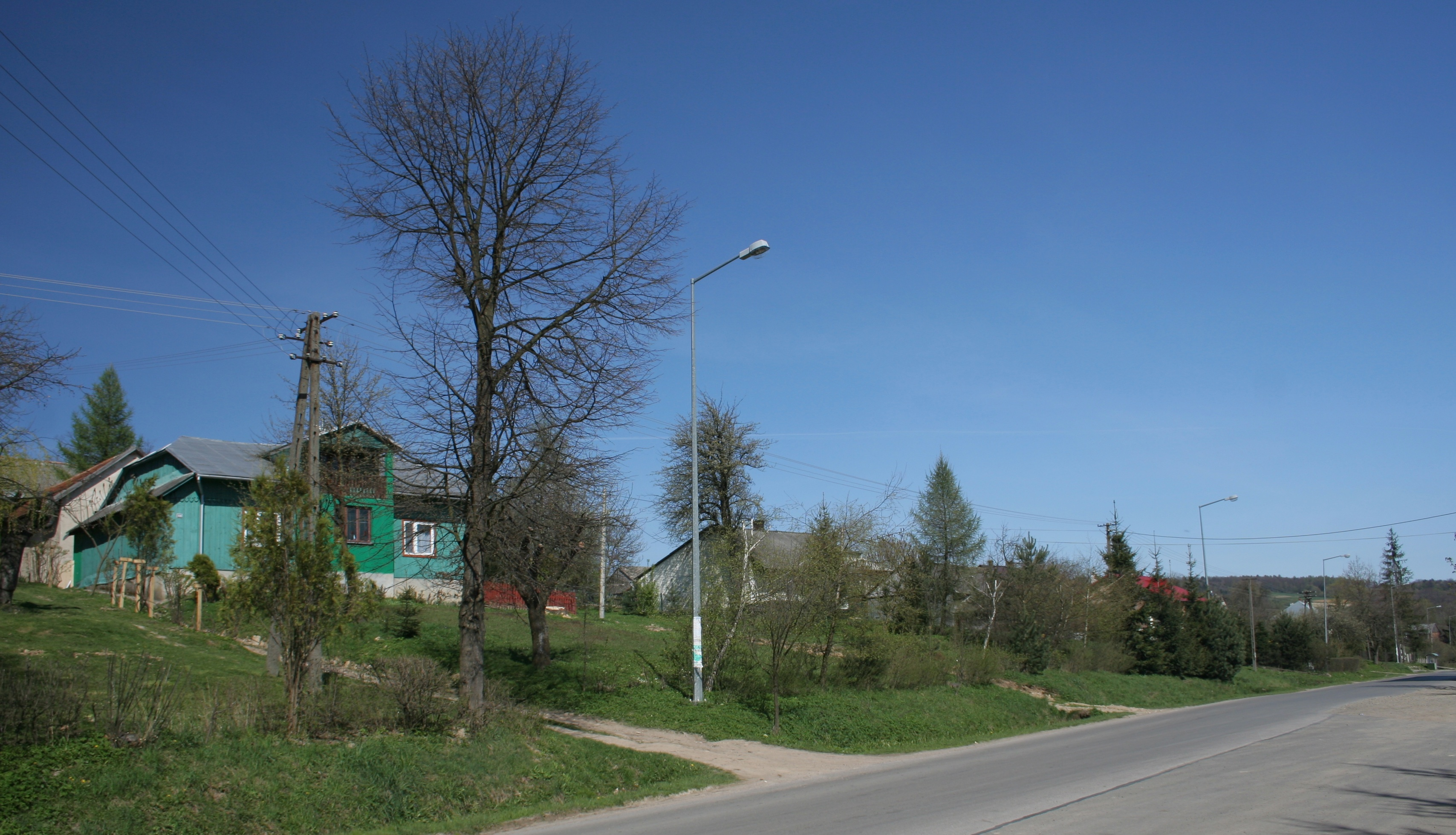
Zabudowa jednorodzinna w Harcie Górnej

W 2023 roku, w Harcie znajdowało się ogółem 1581 budynków. Należały one głównie do dwóch typów: produkcyjnych, usługowych i gospodarczych związanych z rolnictwem (827 budynków, co stanowi 52,3% ogółu) oraz mieszkalnej (644 budynków, 40,7% ogółu).
Zdecydowanie przeważały budynki własności prywatnej. Do gminy Dynów jako jednostki samorządowej na tym obszarze w 2022 roku należało osiem budynków: „Agronomówka”, budynek bazy sprzętu i transportu, budynek OSP, dawny Dom Nauczyciela, Dom Ludowy, Szkoła Podstawowa nr 1, Szkoła Podstawowa nr 2 oraz zabytkowy budynek młyna.
W czterech spośród budynków należących do gminy („Agronomówce”, Domu Ludowym, Domu Nauczyciela i Szkole Podstawowej nr 1), urządzonych było ogółem 13 mieszkań o łącznej powierzchni 614,08 m².
Zabudowa na terenie wsi jest niska, przeważają budynki jedno- i dwukondygnacyjne. W 2023 roku materiałem budowlanym w 38% przypadków (28% w zabudowie mieszkalnej) było drewno, 60% budynków było murowanych (72% budynków mieszkalnych). Przeciętny budynek w Harcie miał powierzchnię ok. 111 m² i został wybudowany w 1975 roku. W przypadku budynków mieszkalnych średnia powierzchnia wynosiła 112 m², a przeciętny rok budowy to 1973. W Harcie w 2023 roku znajdowały się w sumie 664 punkty adresowe; zakres ich numerów porządkowych rozciągał się od 1 do 580.
| Wiek budynków mieszkalnych w Harcie | Wiek budynków mieszkalnych w Harcie | Wiek budynków mieszkalnych w Harcie | Wiek budynków mieszkalnych w Harcie | Wiek budynków mieszkalnych w Harcie |
| ----------------------------------- | ----------------------------------- | ----------------------------------- | ----------------------------------- | ----------------------------------- |
| Rok budowy                          |                                     | ilość budynków                      |                                     |                                     |
| do 1900                             |                                     | 2                                   |                                     |                                     |
| 1901–1910                           |                                     | 3                                   |                                     |                                     |
| 1911–1920                           |                                     | 7                                   |                                     |                                     |
| 1921–1930                           |                                     | 26                                  |                                     |                                     |
| 1931–1940                           |                                     | 37                                  |                                     |                                     |
| 1941–1950                           |                                     | 37                                  |                                     |                                     |
| 1951–1960                           |                                     | 70                                  |                                     |                                     |
| 1961–1970                           |                                     | 96                                  |                                     |                                     |
| 1971–1980                           |                                     | 111                                 |                                     |                                     |
| 1981–1990                           |                                     | 93                                  |                                     |                                     |
| 1991–2000                           |                                     | 55                                  |                                     |                                     |
| 2001–2010                           |                                     | 37                                  |                                     |                                     |
| 2011–2020                           |                                     | 48                                  |                                     |                                     |
| od 2021                             |                                     | 22                                  |                                     |                                     |
|                                     |                                     |                                     |                                     |                                     |

### Infrastruktura techniczna
Elektroenergetyczna sieć przesyłowa wsi zarządzana jest przez PGE Dystrybucja SA Oddział w Zamościu; razem z całą wsią podlega ona rejonowi energetycznemu w Przemyślu. Najbliższą stacją przesyłową jest stacja elektroenergetyczna „Dynów”, a wieś i cała gmina jest w zasięgu rozdzielni elektrycznej „Widełka” oraz elektrowni wodnej w Solinie. Wieś jest w pełni zgazyfikowana; przyłącza gazowe obsługują Karpackie Zakłady Gazownictwa w Tarnowie poprzez Zakład Gazowniczy w Jarosławiu. Przez miejscowość przebiega linia światłowodowa, obsługiwana przez OST w Tyczynie.
Wieś nie posiada linii wodociągowej, a skanalizowanych w 2020 roku było 12 gospodarstw w jej południowym przysiółku Krzywdy, co stanowi niewielki procent ogółu. Odbiorem ścieków w 2022 roku zajmował się Zakład Wodociągowo-Kanalizacyjny i Gospodarki Mieszkaniowej z/s w Dynowie, który oczyszczał je w oczyszczalni ścieków w pobliskim Bachórzu.
Odbiór oraz zagospodarowanie z terenu wsi odpadów komunalnych realizowany był przez firmę Gospodarka Komunalna w Błażowej. W 2021 roku, deklaracjami objętych było 1689 mieszkańców wsi, co stanowiło 82,5% zamieszkałej ludności.
Pomimo braku placówki pocztowej, wieś objęta jest indywidualnym kodem pocztowym 36-067. W przeszłości, od 1973 roku do początku lat 80. Harta miała kod pocztowy 36-241, zaś od tamtego czasu do przełomu lat 90. i 2000. – 37-757.

### Bezpieczeństwo
Harta podlega komisariatowi policji w Dynowie. Jej obszar jest patrolowany przez funkcjonariusza dzielnicowego z rejonu służbowego nr 6, który oprócz Harty obejmuje również miejscowości Łubno, Ulanica i Wyręby.
Działania ratowniczo-gaśnicze w okolicy podejmowane są przez jednostkę Państwowej Straży Pożarnej w Dynowie oraz Ochotniczą Straż Pożarną w Harcie.

#### Ochotnicza Straż Pożarna w Harcie

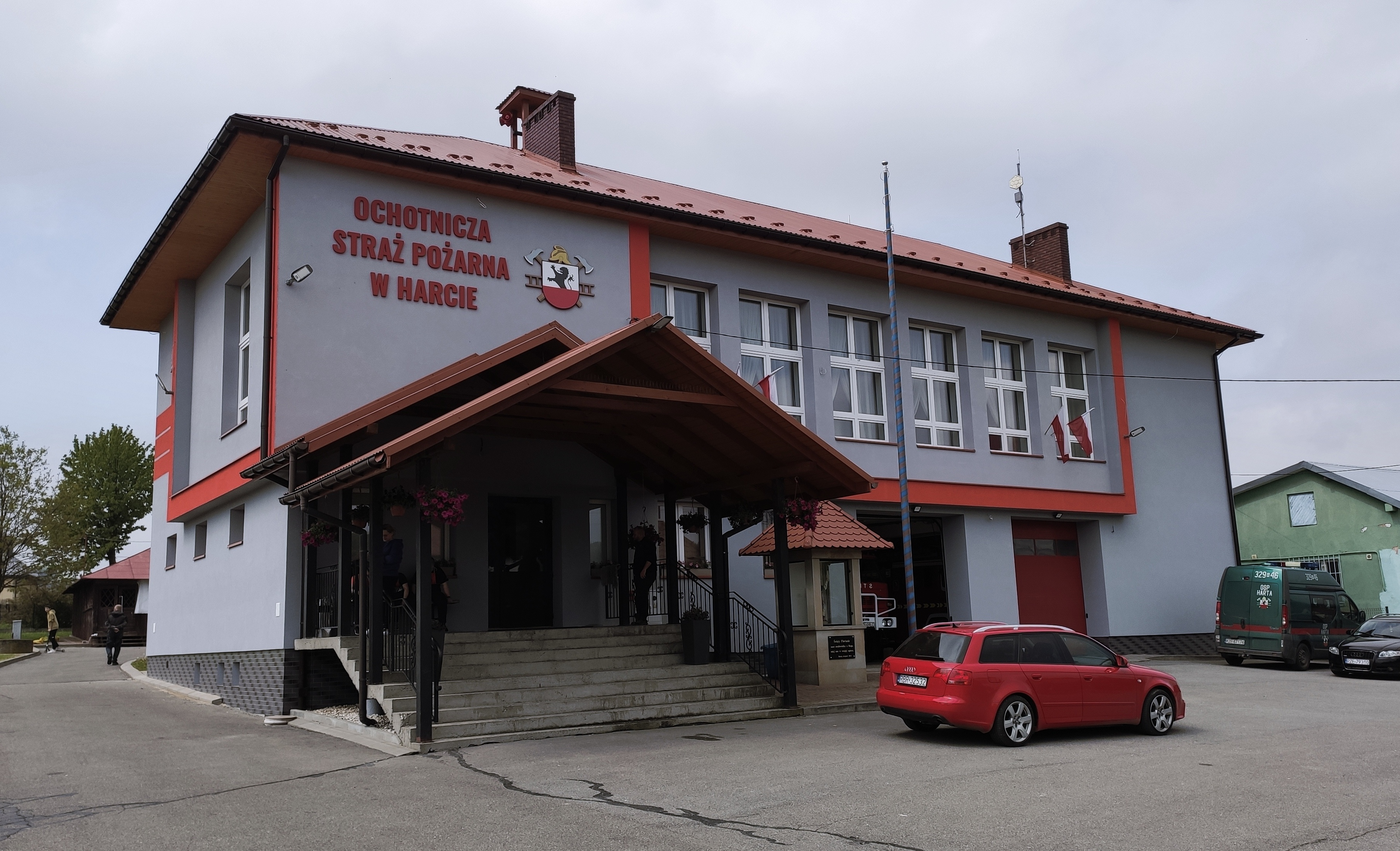
Dom Strażaka w Harcie

Początki Ochotniczej Straży Pożarnej w Harcie sięgają 1912 roku. Ówczesna Straż Ogniowa składała się z kilku 10-osobowych drużyn pożarniczych, którzy gasili pożary i ratowali ludzkie mienie. Wyposażenie strażaków składały się bosaki, wiadra oraz drewniane sikawki.
W latach 30. Straż Ogniowa wzbogaciła się o wykonane na miejscu blaszane sikawki, mające większy zasięg od wcześniej używanych drewnianych. Podczas II wojny światowej straż funkcjonowała nadal, a w 1943 roku przydzielono jej sikawkę ręczną na kołach.
Po wojnie naczelnikiem OSP został Józef Domin i pełnił tę funkcję aż do swojej śmierci w 1979 roku. Dzięki składkom społeczeństwa i wsparciu Powiatowej Straży Pożarnej w Brzozowie, w 1948 roku strażacy zakupili motopompę, wykorzystywaną w akcjach gaśniczych. W latach 60. wyposażenie OSP poszerzyło się o sanitarkę wojskową w bardzo złym stanie technicznym, która często się psuła i po kilku latach eksploatacji została sprzedana.
Po zakończeniu budowy w Harcie dwóch dużych inwestycji – Domu Ludowego oraz szkoły, w 1964 roku OSP przejęła wiejską cegielnię, wyremontowała ją i zaczęła produkcję cegły do budowy remizy strażackiej. Dzięki wsparciu Wojewódzkiej i Powiatowej Komendy Straży Pożarnej oraz wykonywanym w czynie społecznym pracom, w 1976 roku Dom Strażaka został otwarty.
W latach 80. nastąpiła stagnacja w rozwoju straży, która trwała aż do 1990 roku, kiedy to prezesem OSP został Jan Drewniak. Nastąpiły zmiany na wielu stanowiskach i ożywiła się działalność zarówno straży, jak i działającej przy niej orkiestry dętej. W 1992 roku jednostce przyznano Złoty Medal „Za Zasługi dla Pożarnictwa”. W latach 1990–1998 przeprowadzono remont remizy, a w 1996 roku OSP zyskała swój własny sztandar.
W 2002 roku zmarł prezes Drewniak, a funkcję tę zaczął pełnić Artur Szczutek. Od tego też czasu straż postawiła przed sobą zadanie pozyskania sprzętu, gdyż na stanie posiadała jedynie motopompę oraz samochód GLM 8/8 Żuk. Po trzyletnich staraniach w 2005 roku strażacy odebrali nowy samochód ratowniczo-gaśniczy GBA 2,3/16. W 2008 roku OSP pozyskała kolejne dwa pojazdy: ratowniczo-gaśniczy Mercedes 1124 GBA 2/20 oraz operacyjny Polonez.
29 maja 2008 roku jednostka została włączona do krajowego systemu ratowniczo-gaśniczego, z której to okazji zorganizowano w październiku oficjalną uroczystość. W 2010 roku stworzono Młodzieżową Drużynę Pożarniczą, w której skład weszły 22 osoby.
W 2012 roku OSP Harta świętowała swoją setną rocznicę powstania; z tej okazji strażacy otrzymali od społeczności wiejskiej nowy sztandar, a przy Domu Strażaka wybudowano kapliczkę z figurą św. Floriana. Rok później pozyskano samochód Volkswagen Transporter T4. W latach 2013–2023 przeprowadzono stopniowy remont remizy strażackiej: wyremontowano zaplecze kuchenne oraz sanitariaty, w 2017 roku wymieniono na budynku dach, a w 2023 roku odnowiono salę balową.

### Ochrona zdrowia
Opiekę zdrowotną w Harcie zapewniają:
- Wiejski Ośrodek Zdrowia w Harcie, umiejscowiony na parterze Domu Ludowego w Harcie Górnej[348],
- filia w Harcie firmy DANFARM MED[349].

Obydwa punkty oferują pacjentom usługi lekarza ogólnego; dodatkowo Wiejski Ośrodek Zdrowia zapewnia usługi pielęgniarki środowiskowej. Budynek z punktem firmy DANFARM dzieli punkt apteczny.
Do lekarzy specjalistów mieszkańcy wsi mają dostęp w dynowskiej Przychodni Rejonowej oraz Centrum Medycznym „DYNMED”. W miejscowości znajduje się również punkt, świadczący usługi weterynaryjne.

## Zabytki

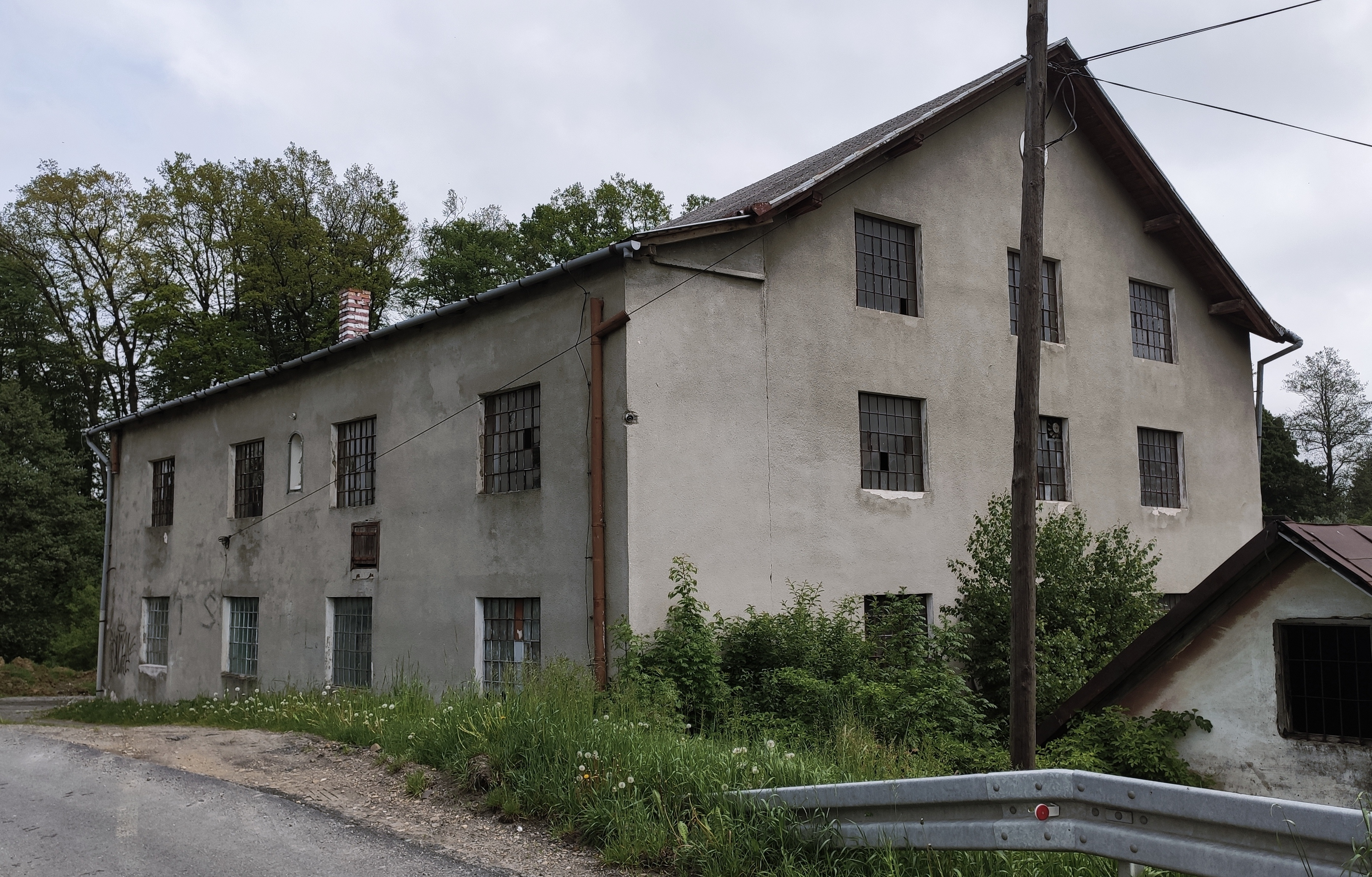
Zabytkowy budynek młyna gospodarczego z drugiej połowy XIX wieku

Ogólnopolski rejestr zabytków Narodowego Instytutu Dziedzictwa wyróżnia na terenie Harty trzy zabytki.
Pierwszym z nich jest zespół kościoła parafialnego, wpisany do rejestru pod numerem A-1201 5 lutego 1993 roku. Na zespół składają się:
- kościół pw. św. Mikołaja, wybudowany w latach 1779–1804 i rozbudowany w 1889 roku,
- wybudowaną w 1886 lub 1889 roku dzwonnicę,
- pochodzący z drugiej połowy XIX wieku budynek wikarówki,
- ogrodzenie z czterema kapliczkami, zbudowane w 1889 roku.

Drugim z zabytków jest kaplica cmentarna (wpisana do rejestru 27 stycznia 1993 roku pod numerem A-1006). Została ona zbudowana na początku XX wieku.
Zabytkiem jest również położony w południowej części wsi młyn gospodarczy, wpisany do rejestru 8 maja 1997 roku pod numerem A-1008. Młyn był w przeszłości młynem wodnym; został oddany do użytku w 1860 roku, a następnie dwukrotnie zmodernizowany w 1936 oraz 1948 roku. Współcześnie, napęd wodny został zamieniony na elektryczny, a sam młyn nie jest wykorzystywany do celów produkcyjnych.
Ewidencja prowadzona przez gminę Dynów wyróżniała w 2012 roku na terenie Harty łącznie 22 zabytkowych budowli. Oprócz tych, wymienionych również w rejestrze ogólnopolskim, były to:
- budynek plebanii, zbudowany w 1863 roku[102],
- drewniane domy mieszkalne: nr 178 z drugiej połowy XIX wieku, nr 57 z końca XIX wieku, nr 123, 148 i 168 z początku XX wieku oraz nr 176 z 1921 roku,
- zagroda: dom oraz obora pod nr 110, wybudowane na początku XX wieku,
- murowane kapliczki wolnostojące: obok domu nr 37 z XIX wieku, obok domu nr 178 z drugiej połowy XIX wieku, obok domu nr 138 z 1888 roku i obok domów nr 30, 188 i 191 z przełomu XIX i XX wieku,
- drewniana kapliczka słupowa obok domu nr 160 z 1867 roku.

### Pomniki i miejsca pamięci

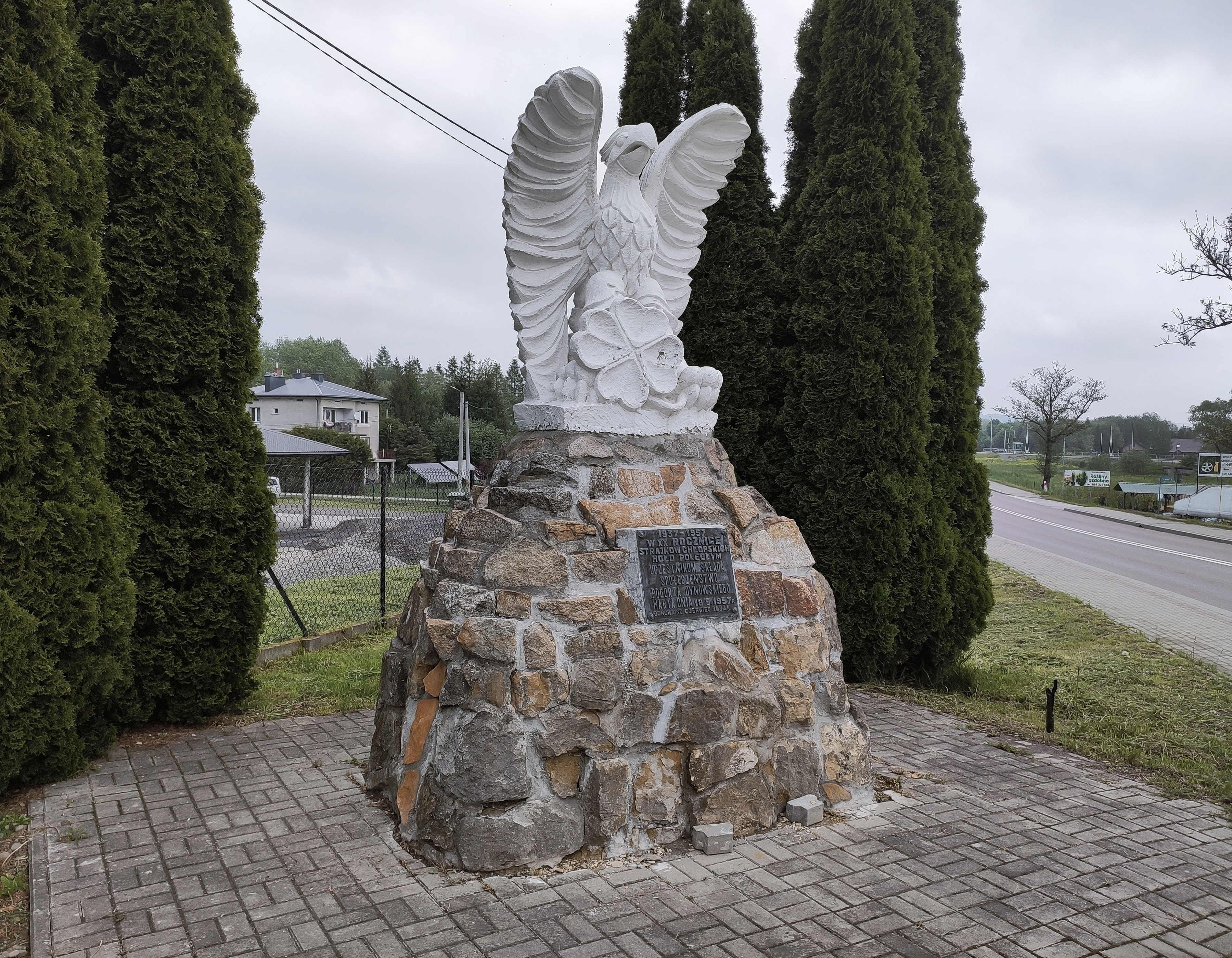
Pomnik, upamiętniający strajki chłopskie z 1937 roku we współczesnym kształcie

W Harcie znajdują się następujące pomniki oraz miejsca pamięci:
- pomnik w hołdzie poległym uczestnikom strajków chłopskich w Harcie, którego pierwotna wersja przedstawiająca orła siedzącego na kosie na kamiennym cokole[356] została odsłonięta 18 sierpnia 1957 roku przez przewodniczącego Wojewódzkiej Rady Narodowej w Rzeszowie Wacława Rózgę[219]; 10 czerwca 1984 roku odsłonięto nową wersję pomnika, wyrzeźbioną przez Bogusława Kędzierskiego, na którym nie znajduje się już chłopska kosa, a za to dodano do niego koniczynę – symbol Stronnictwa Ludowego[357],
- obelisk z tablicą upamiętniającą 50. rocznicę tychże strajków, odsłonięty 7 czerwca 1987 roku pod Szkołą Podstawową im. Bohaterów Walk Chłopskich[357],
- odsłonięty we wrześniu 2019 roku pamiątkowy głaz z dwiema tablicami, poświęconymi zabitemu przez hitlerowców w 1943 roku Żydowi Józefowi Lejbie oraz Katarzynie Kiszce, która zginęła w obozie w Auschwitz-Birkenau w 1944 roku[183],
- upamiętniająca wywózkę w 1945 roku dziewięciu mieszkańców Harty na Sybir tablica pamiątkowa, odsłonięta 20 września 2020 roku na budynku Szkoły Podstawowej im. Bohaterów Walk Chłopskich[358][359][360],
- pomnik, zbudowany na pamiątkę walczących o niepodległość Polski w setną rocznicę odzyskania niepodległości w 1918 roku oraz Bitwy Warszawskiej w 1920 roku; odsłonięto go 12 września 2021 roku[361][362].

## Kultura

### Orkiestra dęta
Historia orkiestry dętej w Harcie rozpoczęła się w 1924 roku wraz z założeniem jej przez Jana Smyczyńskiego – ówczesnego organistę w harckim kościele, twórcę jej pierwszych kompozycji, spośród których niektóre są wykonywane do czasów współczesnych. Pierwsze instrumenty muzyczne ufundowali proboszcz parafii Andrzej Trzyna, polityk i późniejszy senator Antoni Nowak oraz rolnik Michał Duplaga. W skład orkiestry weszły początkowo 23 osoby.
W 1927 roku dyrygent Smyczyński wyjechał do podlwowskich Sokolnik, gdzie pracował jako organista i również założył orkiestrę dętą. Nowym dyrygentem został zawodowy muzyk wojskowy Franciszek Kmiotek, pod którego wodzą orkiestra poszerzała swój repertuar i zdobywała na festynach fundusze na rozwój. W 1936 roku muzycy wzięli udział w krajowych dożynkach w Spale, a w 1938 roku na zjeździe Stronnictwa Ludowego w Nowosiółkach.
W czasach II wojny światowej orkiestra przestała działać. Instrumenty przechowywano na plebanii, a po zabójstwie proboszcza Trzyny w 1941 roku schowano je u jednego z członków orkiestry.
Po wojnie, w 1947 roku do Harty powrócił założyciel orkiestry Jan Smyczyński i pozostał na stanowisku dyrygenta do swojej śmierci w 1955 roku. W 1948 roku muzycy wzięli udział w konkursie orkiestr dętych w Brzozowie gdzie zwyciężyli, lecz nie otrzymali nagrody przez swoje niezrzeszenie w Ochotniczych Strażach Pożarnych. Po powrocie z Brzozowa orkiestra złożyła akces do OSP w Harcie.
Dyrygentem po śmierci Jana Smyczyńskiego został Antoni Kiełbasa, który zdobył doświadczenie podczas występów w orkiestrze wojskowej podczas swojej służby. Orkiestra kontynuowała występy, lecz pomimo polepszenia zaplecza (w 1976 roku otwarto Dom Strażaka, gdzie muzycy przeprowadzali później próby) w latach 80. jej zmniejszający się skład oraz stare instrumenty (pochodzące jeszcze z okresu założenia zespołu) prawie doprowadziły do jej likwidacji.
Nowy zarząd OSP na początku lat 90. XX wieku oprócz straży zrewitalizował również orkiestrę; przeprowadzono nabór, a w 1992 roku nowym kapelmistrzem został organista z Harty, Edward Ryba. Liczebność orkiestry zwiększyła się z trzynastu osób w połowie lat 80. do trzydziestu 10 lat później. Zaczęto znowu dawać występy w dalszej okolicy, a w 1997 roku orkiestra wzięła udział w koncercie łączonych orkiestr dętych z okazji wizyty w Krośnie papieża Jana Pawła II.
Po Edwardzie Rybie, kapelmistrzem znowu został Antoni Kiełbasa, a po nim, w 2000 roku nowym dyrygentem został nauczyciel muzyki w okolicznych szkołach Andrzej Sowa. W ciągu kolejnych lat orkiestrę doposażono w nowe instrumenty muzyczne. W 2004 roku kapelmistrz Sowa założył kapelę ludową „Młoda Harta”, co nie pozwoliło na odpowiednie pełnienie swojej funkcji jako dyrygenta orkiestry, przez co w 2009 roku na stanowisku zastąpił go Edward Laska. W 2012 roku orkiestra dęta została odznaczona złotą odznaką Polskiego Związku Chórów i Orkiestr.

### Koło Łowieckie „Sarenka”

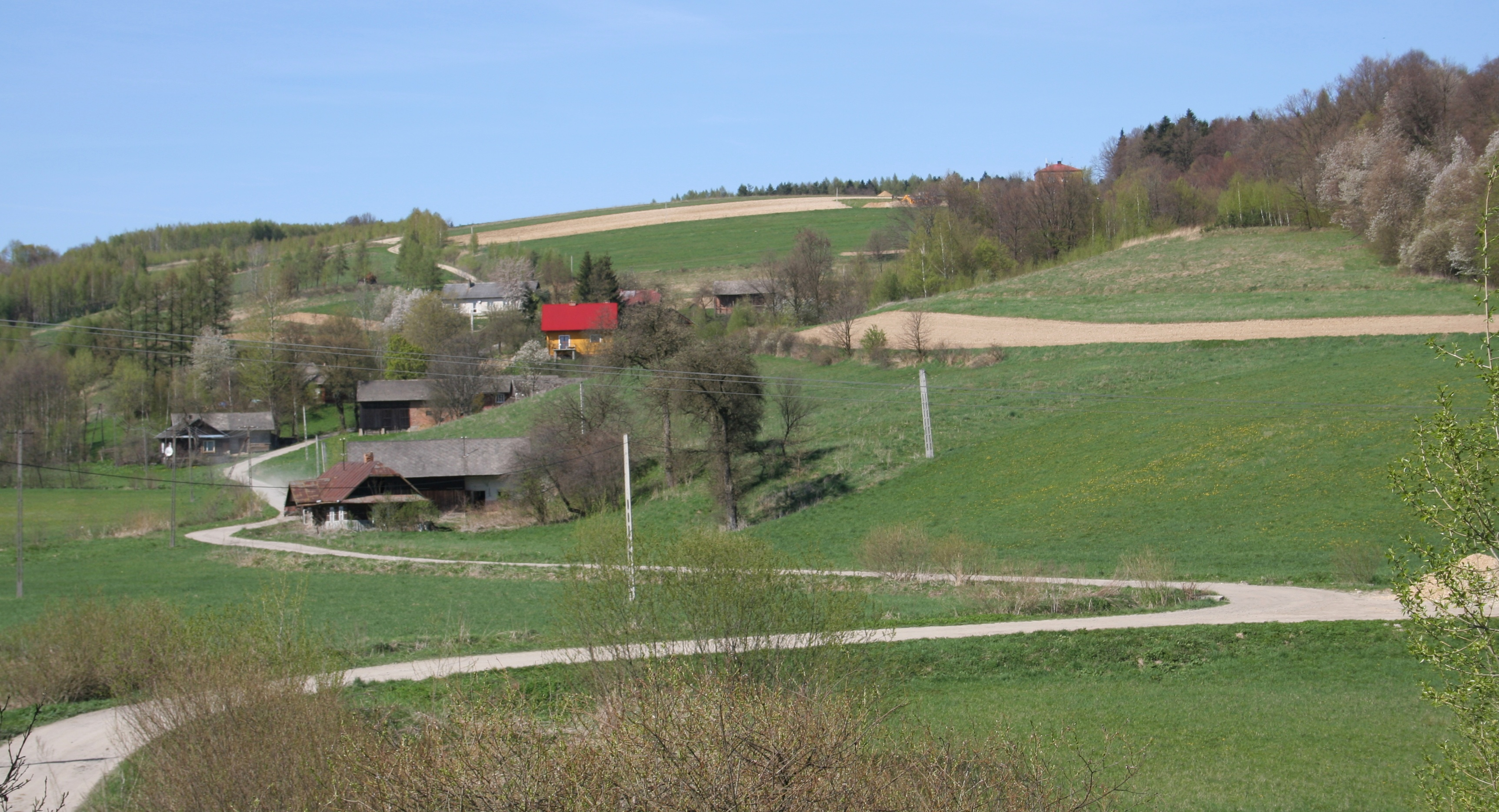
Droga do przysiółka Budy

Historia kół łowieckich na terenie Harty oraz gminy Dynów rozpoczęła się w 1952 roku, kiedy to dzierżawcy okolicznych terenów leśnych zawiązali koło łowieckie w Dynowie pod wodzą Andrzeja Wąsowicza, późniejszego przewodniczącego GRN w Harcie. Na początku 1954 roku na mocy decyzji Rzeszowskiej Wojewódzkiej Rady Łowieckiej koło zostało oficjalnie utworzone i zarejestrowane pod nazwą Koła Łowieckiego „Jedność” w Dynowie.
8 marca 1957 roku jego walne zebranie podzieliło koło na dwie części: koło nr 2 w Harcie oraz nr 4 w Szklarach, które później przyjęło nazwę „Sarenka”. W 1967 roku szklarskie koło przeniosło się do Harty, tworząc na powrót jedną jednostkę. Wewnętrzne konflikty spowodowały, że w 1979 roku „Sarenka” została zlikwidowana.
Reaktywację koła przeprowadzono 4 lipca 1981 roku przez starania jego późniejszego prezesa, radnego województwa przemyskiego Stanisława Błońskiego pod nazwą Koła Łowieckiego „Sarna” w Harcie. W 1990 roku nazwa koła zmieniła się na starą „Sarenkę”, w 1992 roku koło uzyskało swój sztandar, a w 1999 roku zostało odznaczone Medalem Zasługi Łowieckiej. Od kwietnia 2001 roku przy kole funkcjonuje Zespół Sygnalistów Myśliwskich. W 2017 roku koło liczyło ogółem 102 członków.
Koło Łowieckie „Sarenka” dzierżawi dwa obwody łowieckie na terenie województwa: nr 142 i 158 o łącznej powierzchni 8660 ha. Podlega ono pod Zarząd Okręgowy Polskiego Związku Łowieckiego w Rzeszowie.

### Kapela Ludowa „Młoda Harta”
Kapela Ludowa „Młoda Harta” powstała przy Szkole Podstawowej im. Bohaterów Walk Chłopskich w Harcie z inicjatywy ówczesnego kapelmistrza orkiestry dętej przy OSP oraz nauczyciela muzyki Andrzeja Sowę. Styl i repertuar kapeli wywodzi się z działalności artystycznej Kapeli Sowów z Piątkowej, funkcjonującej kilkadziesiąt lat wcześniej, połączonej z folklorem muzycznym okolicznych terenów.
Spotkanie założycielskie odbyło się w grudniu 2004 roku, a już kilka tygodni później zespół dał swój pierwszy koncert przed harcką publicznością. W Radiu Rzeszów nagrał swoją pierwszą płytę. Wkrótce potem pojawiły się pierwsze sukcesy: późną wiosną 2006 roku kapela otrzymała nagrodę specjalną w przeglądzie kapel „Pogórzańska Nuta” w Dynowie, w latach 2005–2009 zajmowała pierwsze miejsce na Ogólnopolskim Młodzieżowym Festiwalu „Bukowskie Prezentacje Folkloru Młodych” w Bukowsku oraz miejsca na podium podczas ogólnopolskiego Festiwalu Kapel, Instrumentalistów i Śpiewaków Ludowych w Kazimierzu Dolnym.
W 2006 i 2008 roku muzycy pojawili się w rzeszowskim oddziale Telewizji Polskiej oraz w Polskim Radiu Rzeszów. W 2009 roku wydali dwie kolejne płyty, w 2011 – czwartą, zawierającą pastorałki. Zdobyli również kolejne nagrody, z których ważniejsze to: III miejsce w Międzynarodowym Festiwalu Karpat w Trzcinicy w 2011 roku, Baszta podczas 47. Festiwalu Kapel, Instrumentalistów i Śpiewaków Ludowych w Kazimierzu Dolnym w 2013 roku oraz Nagroda Zarządu Województwa Podkarpackiego w latach 2008 i 2013. Kapela zdobyła również pierwsze nagrody w Ogólnopolskich Spotkaniach Cymbalistów w Rzeszowie: między innymi w 2015, 2016, 2021 i 2022 roku.
W 2015 roku zespół wydał jubileuszową płytę, świętującą 10-lecie jego istnienia oraz wystąpił w II programie Polskiego Radia. W 2017 roku kapela liczyła 11 członków.
W lipcu 2022 roku zmarł założyciel kapeli, Andrzej Sowa. Jego śmierć nie spowodowała zaprzestania działalności zespołu, czego dowodem były występy, oraz nagrody zdobyte później w tym samym roku (np. I nagroda w 41. Ogólnopolskich Spotkaniach Cymbalistów).

### Towarzystwo Kultury i Rozwoju Wsi Harta

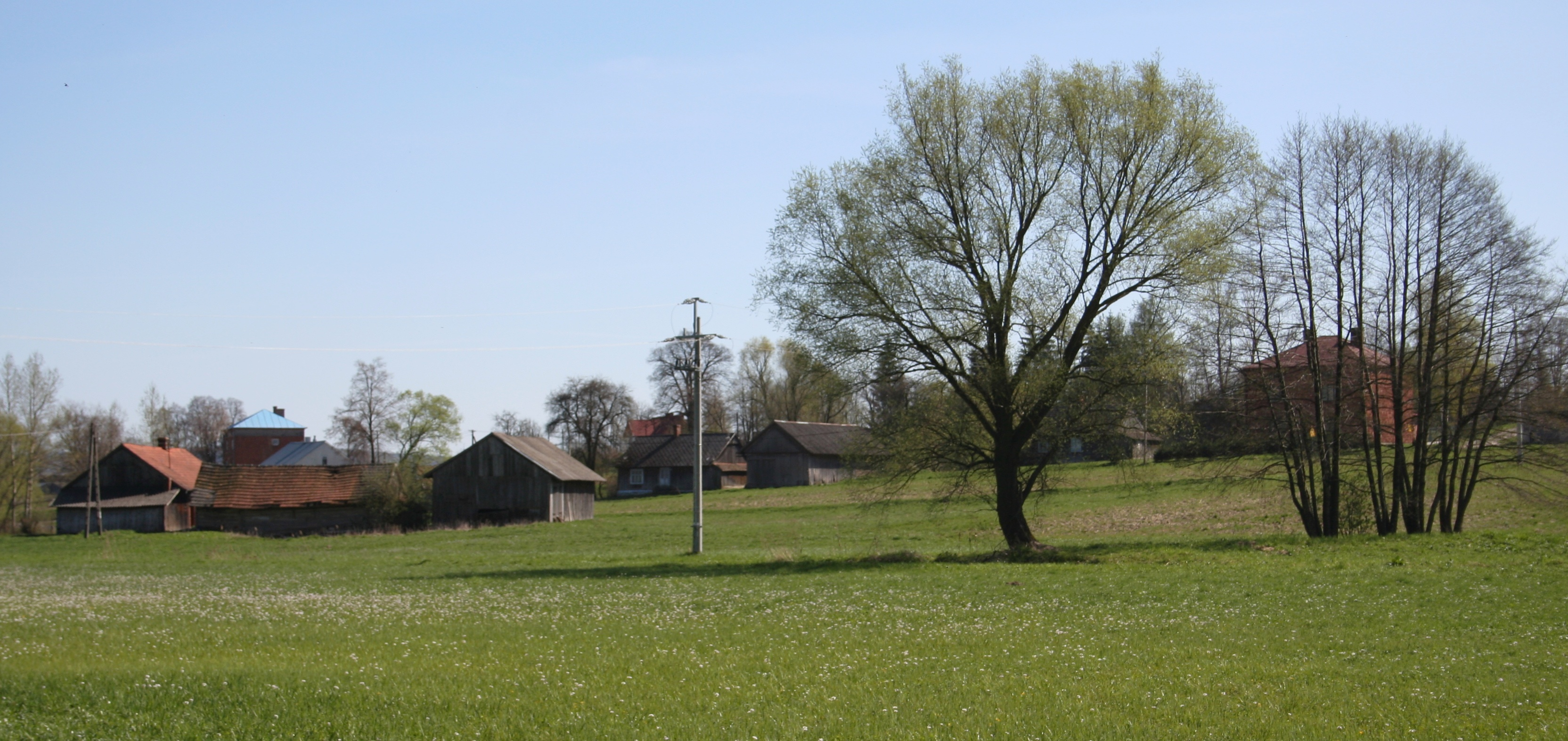
Widok na część wsi Luzbarg

Pomysł na stworzenie stowarzyszenia, skupiającego działaczy społecznych z Harty powstał podczas przygotowywania wieńca dożynkowego w sierpniu 2008 roku. Kilka tygodni później, 20 września 2008 roku odbyło się spotkanie założycielskie, podczas którego oficjalnie rozpoczęto działalność Towarzystwa Kultury i Rozwoju Wsi Harta. Do rejestracji stowarzyszenia doszło 4 grudnia tego roku, a w jego skład weszło 20 osób. Pierwszym priorytetem stał się plan obchodów 580-lecia wsi w 2009 roku, składający się z wielu imprez (konkurs kolędniczy, pokaz pierwszej pomocy przedmedycznej oraz wyjazdy i zajęcia sportowe dla dzieci), uwieńczonych organizacją dożynek gminnych w sierpniu.
W 2010 roku Towarzystwo wyremontowało pomieszczenie w piwnicy Szkoły Podstawowej, gdzie urządzono świetlicę dla dzieci, pełniącą również funkcję siedziby stowarzyszenia. W 2015 roku stała się ona także biurem sołtysa wsi oraz salą narad dla rady sołeckiej. Towarzystwo bierze również udział w organizacji corocznych kwest na cmentarzu parafialnym, z których dochód przeznaczany jest na jego modernizację i konserwację.

### Tradycje bimbrownicze
Tradycja domowej produkcji alkoholu w Harcie rozpoczęła się przed II wojną światową. Na początku XX wieku w jej pobliżu poprowadzono linię kolei wąskotorowej, która była wykorzystywana do transportu uprawianych na tych terenach buraków cukrowych do cukrowni w Przeworsku. W drugą stronę zawożono gotowy cukier, który był wykorzystywany do produkcji alkoholu, między innymi w harckiej gorzelni, która spłonęła w 1938 roku.
Współcześnie Harta pozostaje „regionalną stolicą prywatnego gorzelnictwa”. Produkowany tutaj trunek jest nazywany „hartini” lub „harcianką”. Nie istnieje jedna, konkretna receptura alkoholu, lecz najczęściej do produkcji wykorzystywany jest cukier, rzadziej żyto, owoce czy landrynki. Dla zwiększenia jakości, produkt destylowany jest dwukrotnie.
Wytwarzanie „hartini” na własny użytek pozostaje w Harcie powszechne. Harcki bimber został w 2010 roku zaprezentowany na III Targach Żywności Tradycyjnej „Festiwal podkarpackich smaków”. Pojawił się on również w wydanym w 2012 roku „Leksykonie Podkarpackich Smaków”.

### Pozostałe aspekty kultury wsi
Przy szkole podstawowej w Harcie Dolnej funkcjonuje filia nr 3 Gminnej Biblioteki Publicznej w Dynowie z siedzibą w Bachórzu. W 2022 roku dostępnych było w niej ogółem 7344 woluminów, a do dyspozycji czytelników były oddane 3 stanowiska komputerowe. W Domu Ludowym w Harcie Górnej istniała również filia nr 4 biblioteki, lecz w 2021 roku została zlikwidowana.
4 kwietnia 2008 roku z inicjatywy strażaków z OSP w Harcie dla uczczenia Światowego Dnia Zdrowia rozpoczęto działalność Klubu Honorowych Dawców Krwi „Nadzieja”. Od 2009 roku bierze on udział w organizacji imprez (pod nazwą „Ratuj życie, żyj bezpiecznie”), podczas których we współpracy z Regionalnym Centrum Krwiodawstwa i Krwiolecznictwa w Rzeszowie organizowane są zbiórki krwi. Przez pierwsze 10 lat działalności, od 2008 do 2018 roku, klubowi udało się zebrać podczas 15 akcji łącznie 373,1 litra krwi. W 2014 roku klub stał się członkiem Stowarzyszenia HDK RP.
W grudniu 2017 roku w Harcie powstał oddział Związku Piłsudczyków RP, w skład którego weszło 15 osób.

## Oświata

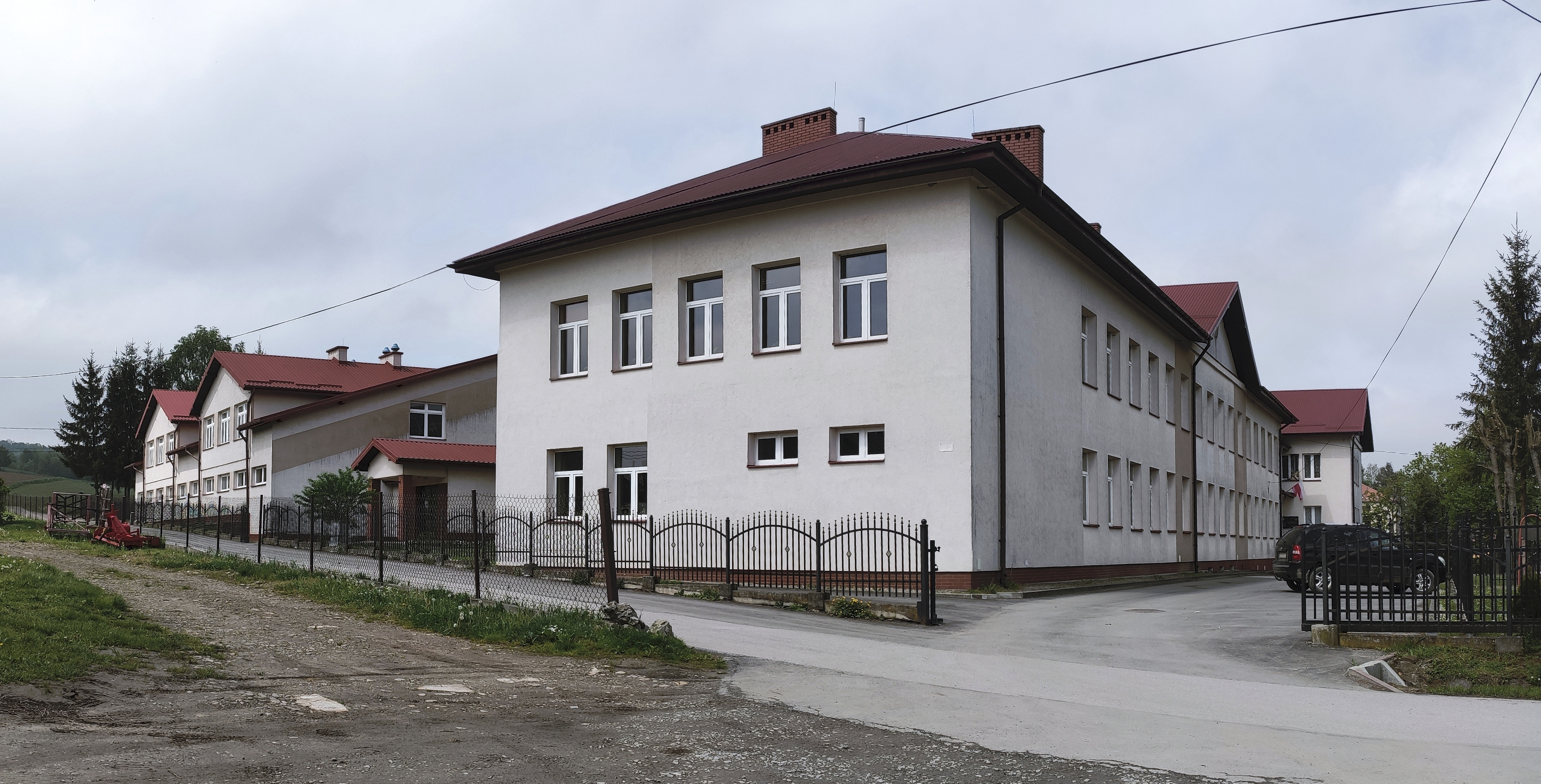
Budynek Szkoły Podstawowej im. Bohaterów Walk Chłopskich w Harcie

### Szkoła Podstawowa im. Bohaterów Walk Chłopskich
Na terenie Harty przynajmniej od połowy XVII wieku istniała szkoła parafialna, co wynika z akt wizytacji biskupich. Na początku XIX wieku, na jej podstawie w Harcie funkcjonowała szkoła ludowa.
W latach 1874–1893, władze państwowe zasiliły galicyjskie szkolnictwo funduszami, które przeznaczano na dofinansowywanie istniejących szkół oraz budowę nowych. Akt fundacyjny szkoły został wydany w 1860 roku, zaś 27 kwietnia 1875 roku Rada Szkolna Krajowa utworzyła jednoklasową Szkołę Ludową w Harcie, rozszerzoną do dwóch klas w 1893 roku. Pracę nauczyciela podjął w niej Adam Krynicki i pełnił tę funkcję do 1917 roku. Szkoła pierwotnie była umiejscowiona w mało dogodnej lokalizacji w drewnianym budynku, lecz nowy budynek powstał przy wsparciu ówczesnego właściciela dóbr harckich, Zdzisława Skrzyńskiego.
Bezpośrednio po I wojnie światowej, nauka w szkole odbywała się w dwóch salach, a dzieci uczyło czworo nauczycieli. Ówczesny kierownik szkoły, Wojciech Gładysz, podjął starania o budowę nowej szkoły; w 1924 roku utworzono Komitet Odbudowy Szkoły, który rozpoczął swoje działanie dopiero w 1937 roku. Starania kierownika Gładysza zaowocowały przysłaniem z Kuratorium Oświaty we Lwowie 18 kubików drewna na remont szkoły oraz uzyskaniem od członków Polonii w Stanach Zjednoczonych 170 dolarów.
W roku szkolnym 1924/25, kadra nauczycielska zmniejszyła się do dwóch nauczycieli: oprócz kierownika Gładysza, w szkole uczyła Maria Stanisława Barańska. Kierownikiem Rady Szkolnej Miejscowej, opiekującej się szkołą, był wówczas (w 1933 roku) Piotr Nowak. W 1931 roku, do szkoły uczęszczało 171 uczniów.
W drugiej połowie lat 20. XX wieku szkołę przekształcono z 2-klasowej w 3-klasową. Z rokiem szkolnym 1937/38 szkoła w Harcie Dolnej została przekształcona w powszechną szkołę publiczną II stopnia. Od tego czasu do końca roku szkolnego 2021/22 absolwentami szkoły zostało łącznie 2219 osób.
Podczas II wojny światowej szkołę dwukrotnie zajęły wojska niemieckie, które przyczyniły się do dużych zniszczeń na jej terenie. W czasie okupacji, oprócz oficjalnie prowadzonej szkoły, w starym budynku szkoły odbywało się tajne nauczanie; odbywały się również egzaminy dojrzałości. Po jej zakończeniu, w 1952 roku powrócono do pomysłu budowy nowej szkoły. W 1959 roku stworzono ogólnopolski Społeczny Fundusz Budowy Szkół Tysiąclecia, na który mieszkańcy Harty zaczęli bardzo hojnie wpłacać datki, w 1961 roku przodując wśród wszystkich miejscowości w powiecie brzozowskim, zarówno pod względem bezwzględnej sumy pieniężnej, jak i procentu wykonania planu wpłat.
W kolejnych latach we wsi powstała cegielnia, a w latach 60. budynek szkoły został wybudowany i uroczyście otwarty w 1963 roku. Szkoła stała się jedną ze szkół „tysiąclatek”, zbudowanych dla uczczenia 1000-lecia państwa polskiego, pierwszą z nich na terenie powiatu brzozowskiego. Nadano jej imię „Bohaterów Walk Chłopskich”, upamiętniając w ten sposób strajki chłopskie z 1937 roku.
W związku z reformą edukacji, w 1999 roku powołano Zespół Szkół nr 2 w Harcie, w którego skład weszła szkoła podstawowa oraz nowoutworzone gimnazjum. Zespół funkcjonował do kolejnej reformy z 2017 roku, która zlikwidowała gimnazja w 2019 roku. Przez 20 lat funkcjonowania gimnazjum w Harcie ukończyło je łącznie 476 uczniów.
W latach 2002–2005 przy budynku szkoły wybudowano salę gimnastyczną. W latach 2007 i 2008 wymieniono na budynku szkoły dach oraz odnowiono elewację, a w 2009 roku zbudowano przed nim plac zabaw. Dyrektorem szkoły w 1999 roku został Krzysztof Kędzierski.

### Szkoła Podstawowa im. Bronisława Markiewicza
W Harcie Górnej pierwsza szkoła została otwarta w 1899 roku. Zajmowała stary budynek dworski w bardzo złym stanie, dlatego też późniejszy kierownik szkoły, Wojciech Gładysz, podjął starania o uzyskanie środków na budowę nowego obiektu.
Władze przychyliły się do wniosku i w ramach kampanii, podczas której w Galicji wybudowano 30 nowych szkół, we wrześniu 1911 roku poświęcono kamień węgielny pod budowę nowej szkoły, a w październiku 1912 roku budynek został oddany do użytku. Nowa dwuklasowa szkoła I stopnia utworzyła od tego samego roku swój własny obwód szkolny, a w drugiej połowie lat 20. XX wieku przekształcono ją w szkołę trzyklasową.
W roku szkolnym 1924/25 szkoła miała dwóch nauczycieli: Józefa i Anielę Wojdanowskich. W 1931 roku, do szkoły uczęszczało 122 uczniów.
Gruntowny remont szkoła przeszła w latach 50. za sprawą kierownika Franciszka Makary, który również przyczynił się do budowy niedaleko od niej Domu Ludowego. Jako że szkoła nie posiadała sali gimnastycznej, wykorzystywana była sala właśnie w Domu Ludowym.
14 października 2007 roku szkole nadano imię bł. Bronisława Markiewicza, wikariusza harckiej parafii w latach 1867–1870. W latach późniejszych, liczba uczniów w szkole zaczęła spadać przez słabą sytuację demograficzną oraz zjawisko zapisywania uczniów do innych szkół. Spowodowało to przekształcenie szkoły, pomimo sprzeciwu mieszkańców, ze szkoły ośmioklasowej w trzyklasową w 2020 roku oraz późniejszą jej całkowitą likwidację w 2023 roku.

## Turystyka
Skupienie na rozwoju lokalnej turystyki zostało wpisane zarówno do strategii rozwoju gminy, jak i do planu odnowy miejscowości Harta.
Przez teren wsi nie przebiegają w znaczącym stopniu żadne szlaki turystyczne oprócz utworzonej na pętli Błażowa – Piątkowa – Harta – Dynów – Ulanica – Futoma – Błażowa trasy rowerowej o nazwie „Szlakiem galicyjskich miasteczek”.
W pobliżu granic wsi przebiegają trasy turystyczne:
- Rzeszów – Grybów, całkowitej długości 428,8 km. Przebiega on na terenie Harty od skrzyżowania drogi wojewódzkiej 884 z ul. Grunwaldzką w Dynowie do granicy z Bachórzem[443].
- Dylągówka – Piątkowa, długości 5,3 km. Przebiega on przez lasy bezpośrednio przy północno-zachodniej granicy Harty[444].

Na terenie Harty znajdują się dwa gospodarstwa agroturystyczne: „Pierogówka” oraz „Kryjówka”.

## Religia

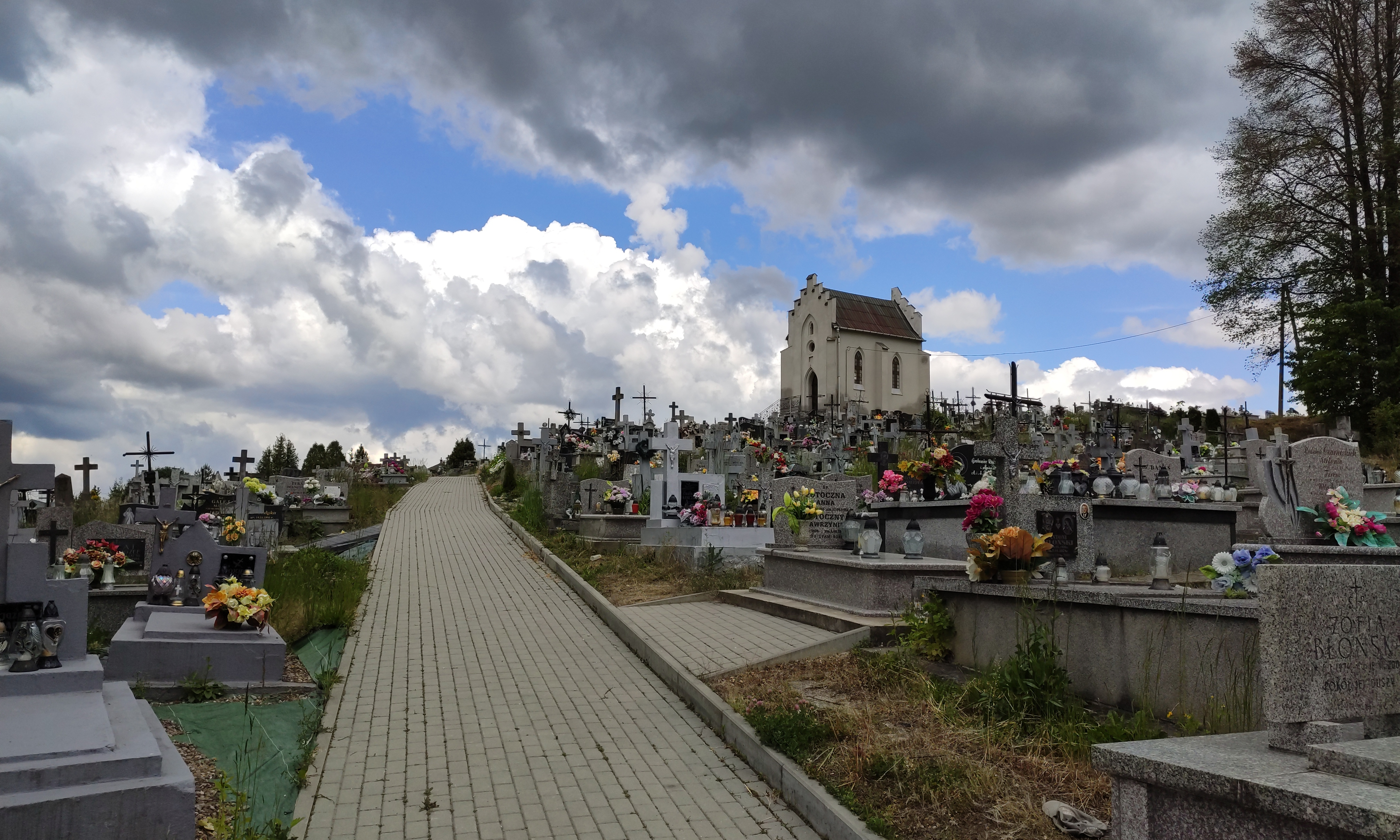
Cmentarz parafialny w Harcie; w tle zabytkowa kaplica cmentarna

Granice Harty pokrywają się z granicami parafii rzymskokatolickiej Harta, utworzonej w 1460 roku z inicjatywy ówczesnych właścicieli wsi: Małgorzaty Mościcowej oraz jej syna, Stanisława Denowskiego (Strzałkowskiego). Parafia od końca XVI do końca XVIII wieku i znowu od połowy XIX wieku należy do dekanatu Dynów.
Początkowo do parafii Harta należały również Bachórz, Laskówka oraz Szklary; po przekształceniach w 1909 oraz 1930 roku miejscowości te włączono do nowych parafii w Bachórzu oraz w Szklarach.
Najbardziej znanym, związanym z parafią duchownym był błogosławiony Kościoła katolickiego Bronisław Markiewicz, pełniący w Harcie rolę wikariusza w latach 1867–1870.
W 2020 roku probostwo w parafii w Harcie objął ks. Tomasz Węgrzyński.
W historii wsi, rolę kościoła parafialnego dla parafii Harta pełniły trzy świątynie:
- ufundowany w 1460 roku przez fundatorów parafii, Małgorzatę Mościcową oraz Stanisława Denowskiego drewniany kościół, zniszczony w wyniku działań wojennych,
- zbudowany około 1640 roku drugi kościół, poświęcony przez biskupa Piotra Gembickiego herbu Nałęcz, który również uległ pożarowi,
- murowany kościół, ufundowany przez ówczesnego właściciela wsi, Ignacego Skrzyńskiego i zbudowany w latach 1779–1804.

Kościół był wielokrotnie rozbudowywany (w 1886 lub 1889 roku powstała nowa dzwonnica, w 1889 roku ogrodzenie z kapliczkami a sam kościół przedłużono, w latach 1924–1931 zbudowano schody, a w 1992 roku nową zakrystię) oraz odnawiany (w 1904 roku wymieniono dach z drewnianego na blaszany, w 1914 roku powstała kościelna polichromia, a w 2004 roku odnowiono elewację). Budynek uległ pożarowi w 1969 roku, lecz w kolejnym roku został wyremontowany.
Kościół w Harcie Górnej pod wezwaniem Matki Bożej Różańcowej został wybudowany w latach 1984–1987 i konsekrowany 11 listopada 1987 roku. Pełni w parafii funkcję kościoła filialnego. Przed budową kościoła, nabożeństwa odbywały się w położonej nieopodal niewielkiej kaplicy, zbudowanej na początku XX wieku.
W pobliżu obydwu kościołów położone są cmentarze. Na cmentarzu parafialnym znajduje się zabytkowa kaplica cmentarna, zbudowana na początku XX wieku przez rodzinę Skrzyńskich i mająca pełnić rolę ich miejsca pochówku. Cmentarz w Harcie Górnej został założony samowolnie przez społeczność parafialną niedługo po rozpoczęciu budowy kościoła w 1986 roku i zalegalizowany w 1993 roku.
W całej miejscowości znajduje się ponadto kilkanaście kapliczek oraz krzyży przydrożnych, z których siedem wpisanych jest do gminnej ewidencji zabytków.
Istniejąca we wsi do wybuchu II wojny światowej niewielka mniejszość greckokatolicka przynależała do parafii w Bachórzu, zaś mniejszość żydowska należała do gminy wyznaniowej w Dynowie.

## Sport

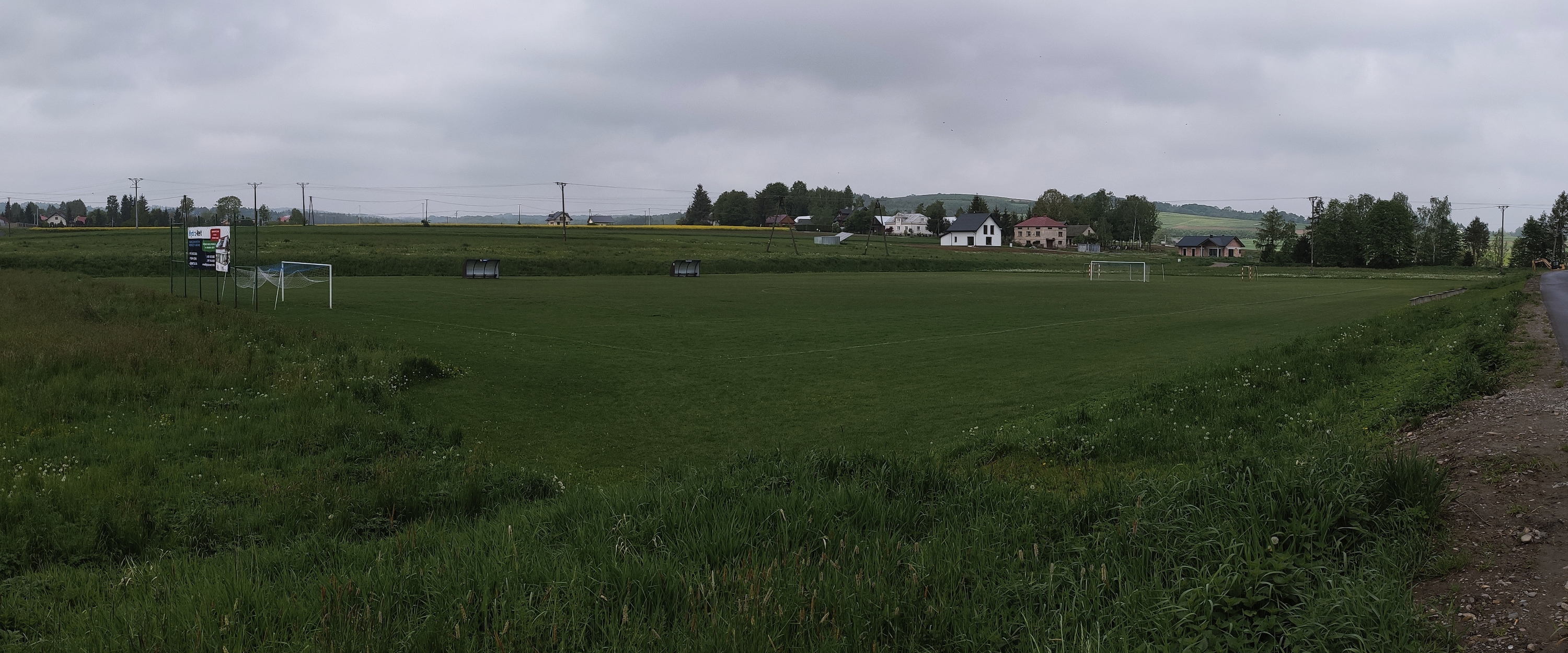
Stadion klubu Orzeł Harta

W miejscowości działa piłkarski Klub Sportowy „Orzeł Harta”. Został on założony latem 2005 roku z inicjatywy późniejszego wieloletniego prezesa Łukasza Potocznego, a po skompletowaniu drużyny, w kolejnych latach wziął udział w lokalnych turniejach, odnosząc w nich sukcesy.
Trenerem klubu w 2007 roku został Wiesław Domin. Pierwszymi sukcesami klubu było zajęcie I miejsca w Gminnym Turnieju Piłki Nożnej w 2006 roku oraz III Edycji Papieskiego Turnieju Piłki Nożnej.
Kolejnym etapem historii klubu była rejestracja i wzięcie udziału w oficjalnych rozgrywkach ligowych w sezonie 2008/2009 na poziomie klasy B (w grupie: Rzeszów III – Łańcut). Mecz inauguracyjny odbył się 10 sierpnia 2008 roku przeciwko zespołowi Orła Wysoka Łańcucka i zakończył się porażką 0–1. Przez kolejne sezony, nie udało się mu osiągnąć awansu i pozostaje on w tej samej klasie rozgrywek. Największym osiągnięciem klubu w latach 2008–2023 było zajęcie w lidze 4. miejsca w trzech sezonach z rzędu: 2013/14, 2014/15 i 2015/16.
Klub brał również udział w rozgrywkach Pucharu Polski na poziomie grupy Podkarpacki ZPN – Rzeszów–Dębica w sezonach 2009/10 (gdzie odpadł w pierwszej rundzie) i 2012/13 (gdzie odpadł w rundzie drugiej po pokonaniu wynikiem 3–2 w pierwszej rundzie Dynovii Dynów, ówcześnie grającej w klasie okręgowej).
Początkowo, klub rozgrywał swoje mecze na pobliskim stadionie Pogórza Bachórz. Od sezonu 2014/15 rozgrywki odbywają się na własnym obiekcie wybudowanym w latach 2012–2014 z zapleczem w postaci szatni dla zawodników i sędziów oraz łazienek, położonym w zabytkowym budynku młyna. Również od tego sezonu, sponsorem tytularnym klubu jest firma HYDRO-MET, a pełna nazwa klubu to KS HYDRO-MET Orzeł Harta.
Barwy klubu to niebiesko-żółte oraz czarno-białe.
| Wyniki klubu Orzeł Harta w rozgrywkach klasy B | Wyniki klubu Orzeł Harta w rozgrywkach klasy B | Wyniki klubu Orzeł Harta w rozgrywkach klasy B | Wyniki klubu Orzeł Harta w rozgrywkach klasy B | Wyniki klubu Orzeł Harta w rozgrywkach klasy B | Wyniki klubu Orzeł Harta w rozgrywkach klasy B | Wyniki klubu Orzeł Harta w rozgrywkach klasy B | Wyniki klubu Orzeł Harta w rozgrywkach klasy B |
| Sezon                                          | Miejsce                                        | M                                              | Pkt                                            | Z                                              | R                                              | P                                              | Bramki                                         |
| ---------------------------------------------- | ---------------------------------------------- | ---------------------------------------------- | ---------------------------------------------- | ---------------------------------------------- | ---------------------------------------------- | ---------------------------------------------- | ---------------------------------------------- |
| 2008/09                                        | 10 (14)                                        | 26                                             | 24                                             | 6                                              | 6                                              | 14                                             | 35-72                                          |
| 2009/10                                        | 6 (12)                                         | 22                                             | 35                                             | 11                                             | 2                                              | 9                                              | 48-32                                          |
| 2010/11                                        | 6 (14)                                         | 26                                             | 43                                             | 13                                             | 4                                              | 9                                              | 50-43                                          |
| 2011/12                                        | 7 (15)                                         | 28                                             | 44                                             | 12                                             | 8                                              | 8                                              | 46-48                                          |
| 2012/13                                        | 9 (14)                                         | 26                                             | 32                                             | 10                                             | 2                                              | 14                                             | 41-52                                          |
| 2013/14                                        | 4 (12)                                         | 22                                             | 42                                             | 12                                             | 6                                              | 4                                              | 46-19                                          |
| 2014/15                                        | 4 (11)                                         | 20                                             | 36                                             | 11                                             | 3                                              | 6                                              | 43-21                                          |
| 2015/16                                        | 4 (10)                                         | 18                                             | 31                                             | 9                                              | 4                                              | 5                                              | 38-24                                          |
| 2016/17                                        | 9 (12)                                         | 22                                             | 24                                             | 6                                              | 6                                              | 10                                             | 38-43                                          |
| 2017/18                                        | 5 (13)                                         | 24                                             | 41                                             | 13                                             | 2                                              | 9                                              | 55-43                                          |
| 2018/19                                        | 8 (12)                                         | 22                                             | 21                                             | 6                                              | 3                                              | 13                                             | 33-46                                          |
| 2019/20                                        | 9 (12)                                         | 11                                             | 12                                             | 2                                              | 6                                              | 3                                              | 16-15                                          |
| 2020/21                                        | 7 (10)                                         | 18                                             | 16                                             | 5                                              | 1                                              | 12                                             | 28-51                                          |
| 2021/22                                        | 8 (11)                                         | 20                                             | 21                                             | 6                                              | 3                                              | 11                                             | 29-42                                          |
| 2022/23                                        | 7 (11)                                         | 20                                             | 29                                             | 8                                              | 5                                              | 7                                              | 36-44                                          |

## Osoby związane z Hartą
- Bronisław Markiewicz (1842–1912) – błogosławiony Kościoła katolickiego, wikariusz w parafii Harta w latach 1867–1870[434].
- Antoni Nowak (1874–1957) – wójt Harty, senator II kadencji RP w latach 1928–1930[257].
- Ignacy Skrzyński (1805–1896) – właściciel dóbr w Harcie, poseł na Sejm Krajowy Galicji[97][479].
- Zdzisław Skrzyński (1846–1927) – właściciel dóbr w Harcie, poseł na Sejm Krajowy Galicji[42].